# St. Aposteln

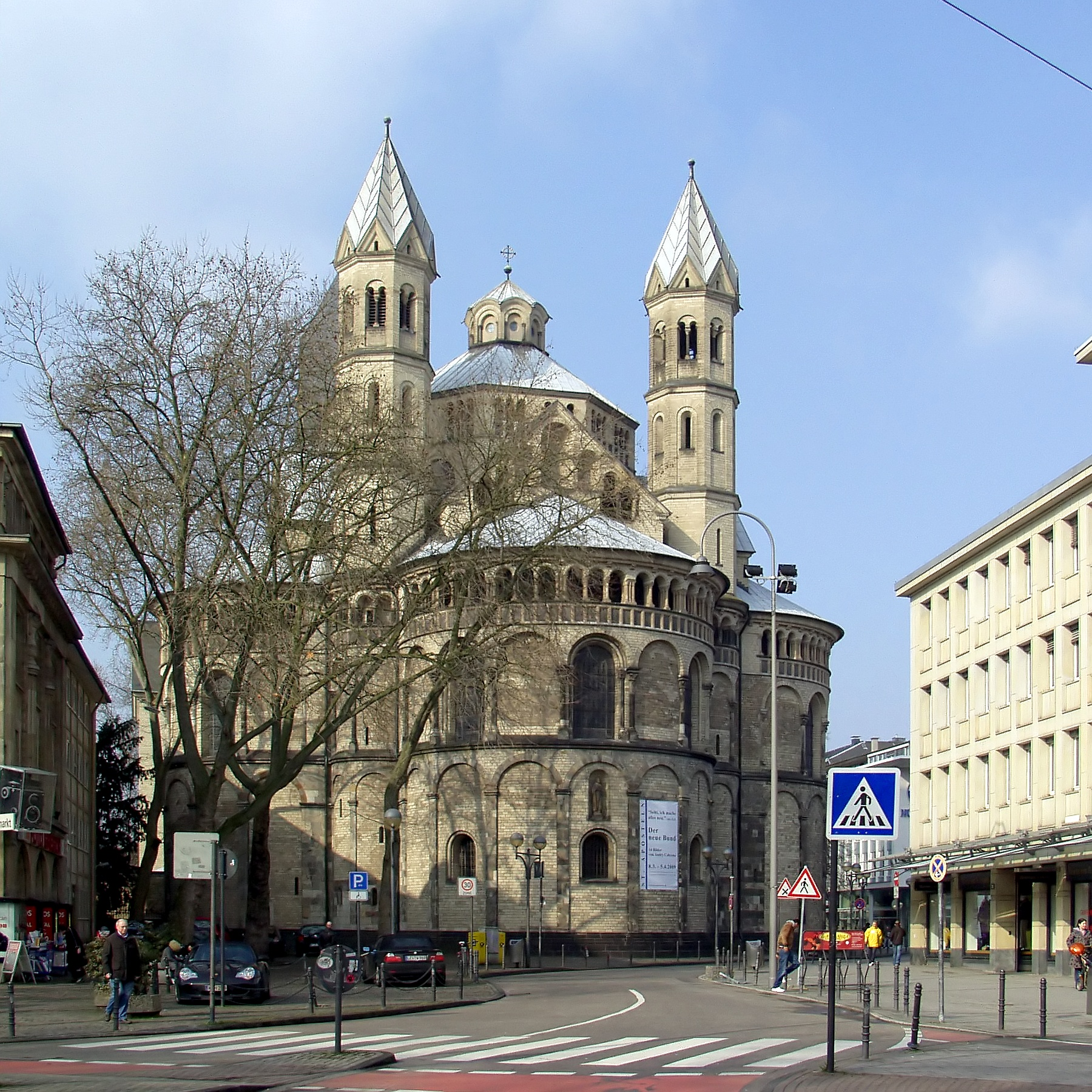
Köln, St. Aposteln (Ostseite) (2009)

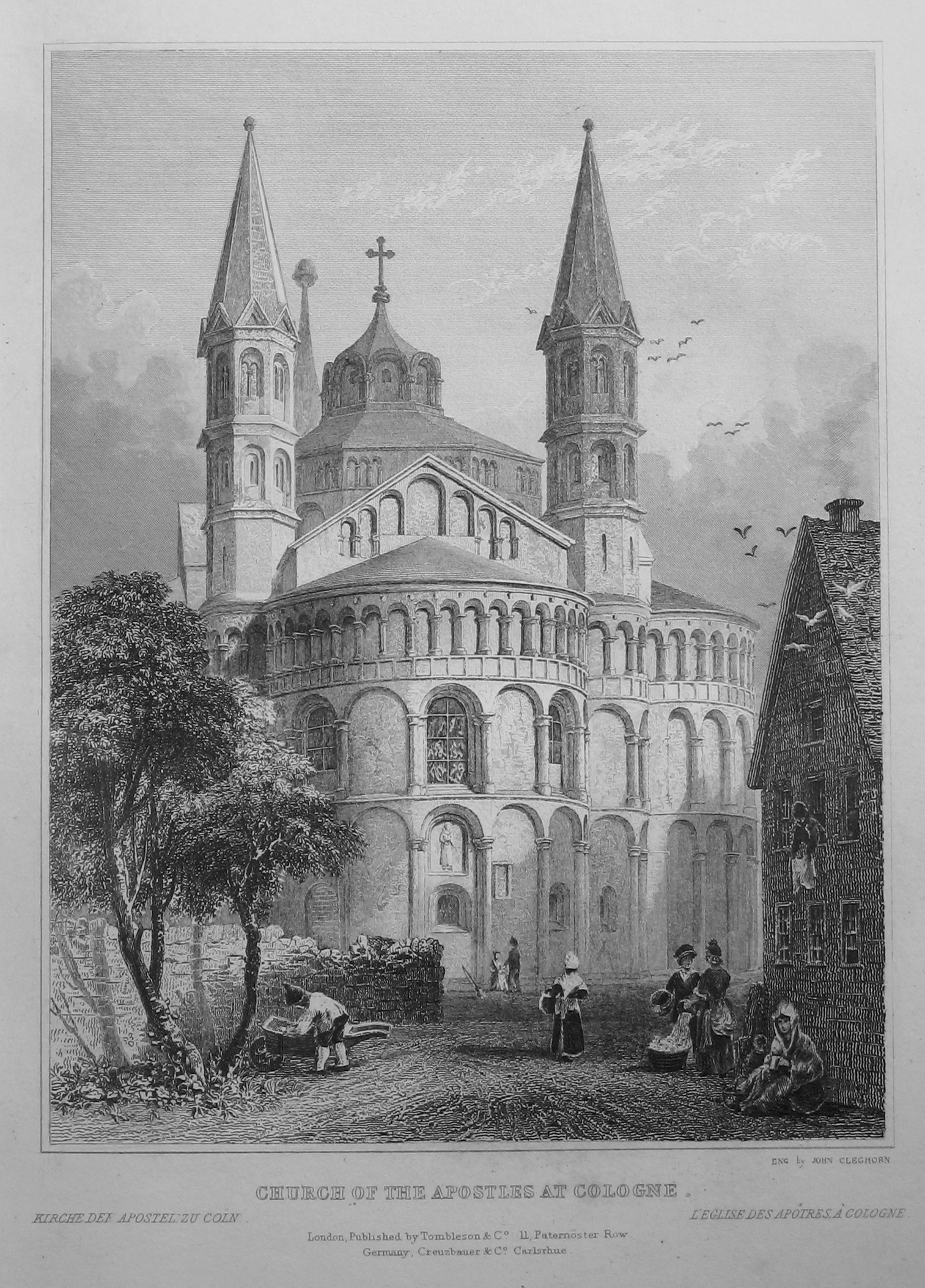
Stahlstich nach William Tombleson

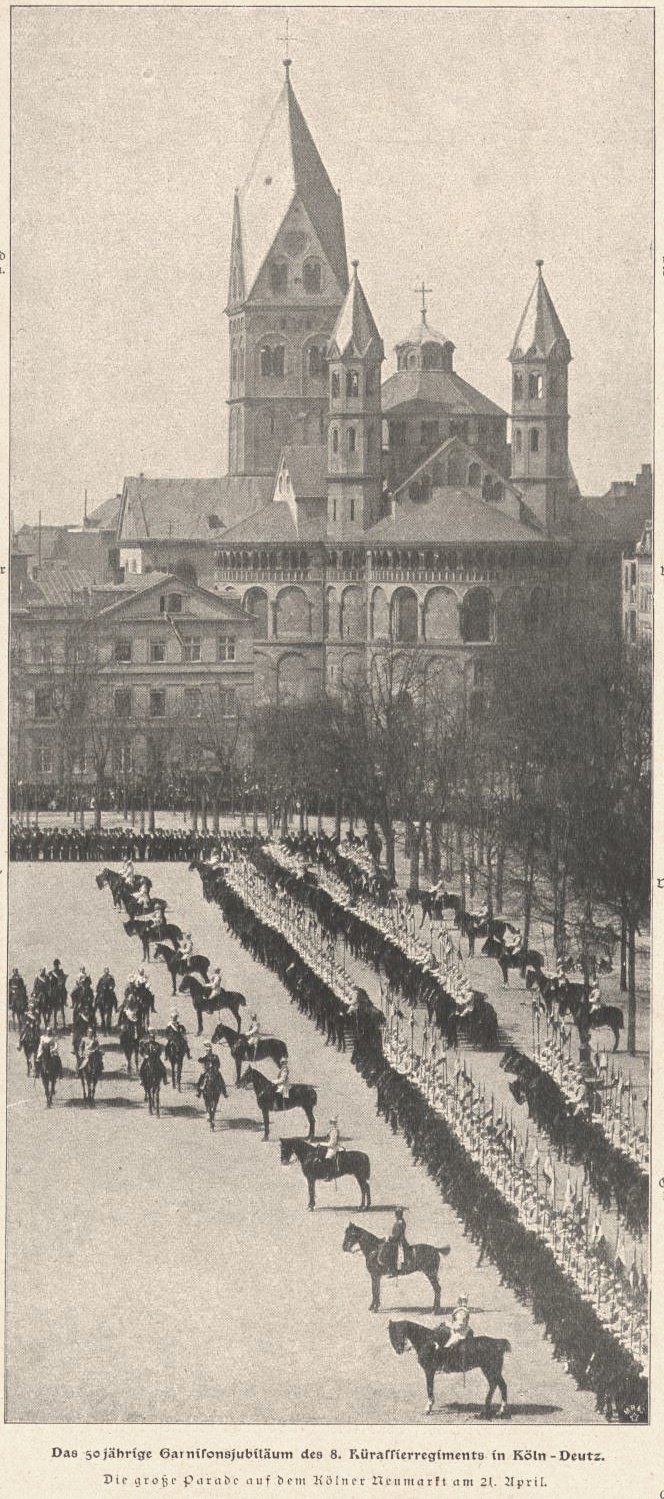
Parade der Deutzer Kürassiere vor St. Aposteln, am 21. April 1900

St. Aposteln ist eine römisch-katholische Kirche und eine der zwölf großen romanischen Kirchen der Stadt Köln. Die dreischiffige Kirche liegt in der Innenstadt am Neumarkt zwischen Hahnenstraße und Mittelstraße.
Sie zeichnet sich durch eine aufwändig gestaltete Dreikonchenanlage aus, in die zwei flankierende Osttürme integriert sind. Ihnen gegenüber steht der Westturm, der mit seinen etwa 67 Metern der dritthöchste Turm der romanischen Kölner Kirchen ist. Der kleeblattförmige Chorbau wird von einem kurzen achteckigen Vierungsturm überragt, der von einer Laterne gekrönt wird. Das Querschiff des Langhauses ist über ein kurzes, tonnengewölbtes Joch mit dem Westturm verbunden. Papst Paul VI. erhob die Kirche am 18. September 1965 mit dem Apostolischen Schreiben Templis praeclaris in den Rang einer Basilica minor.

## Geschichte

### Vorgängerbau, salischer Neubau und Umbau zu heutiger romanischer Kirche

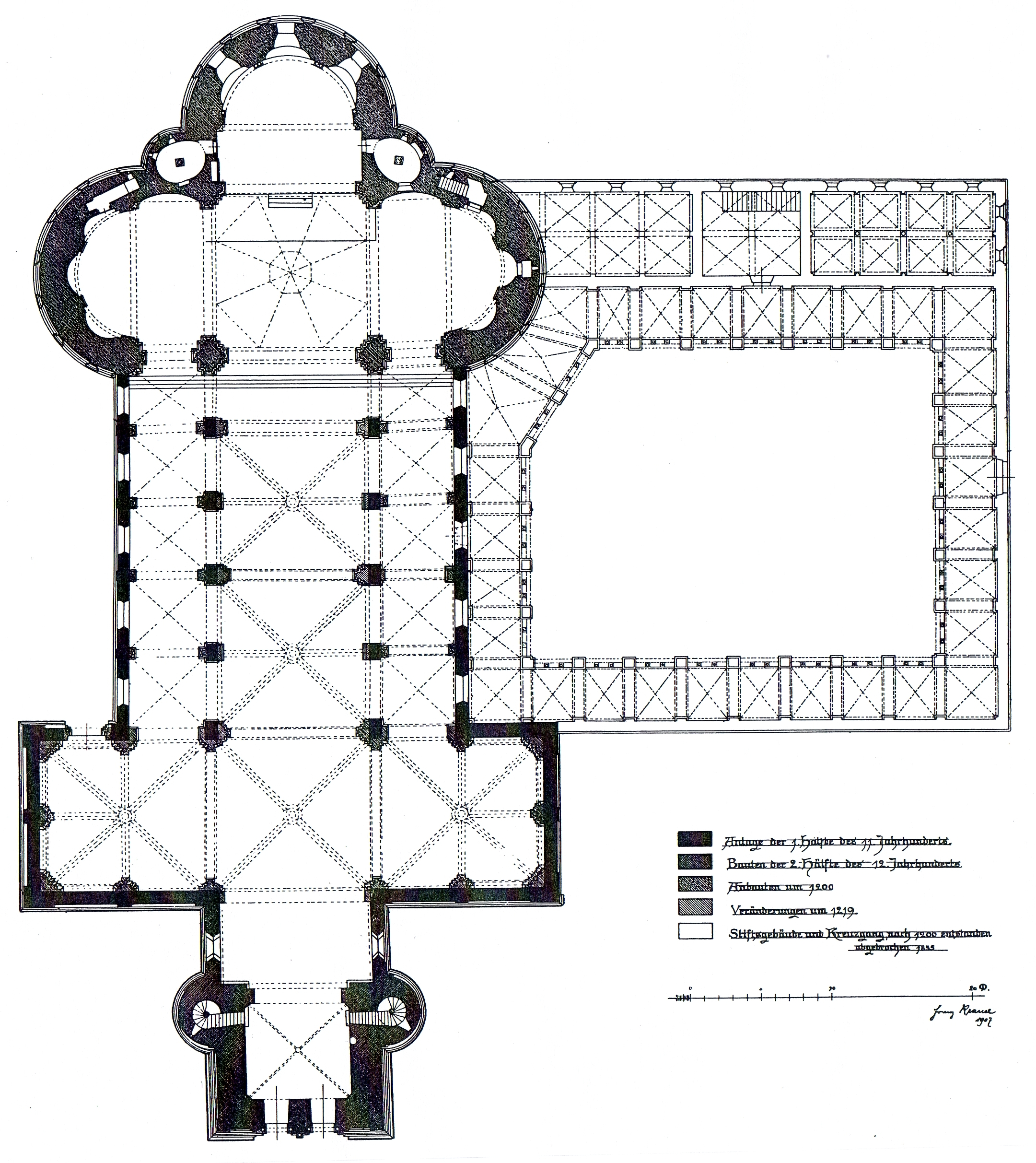
Grundriss von 1907

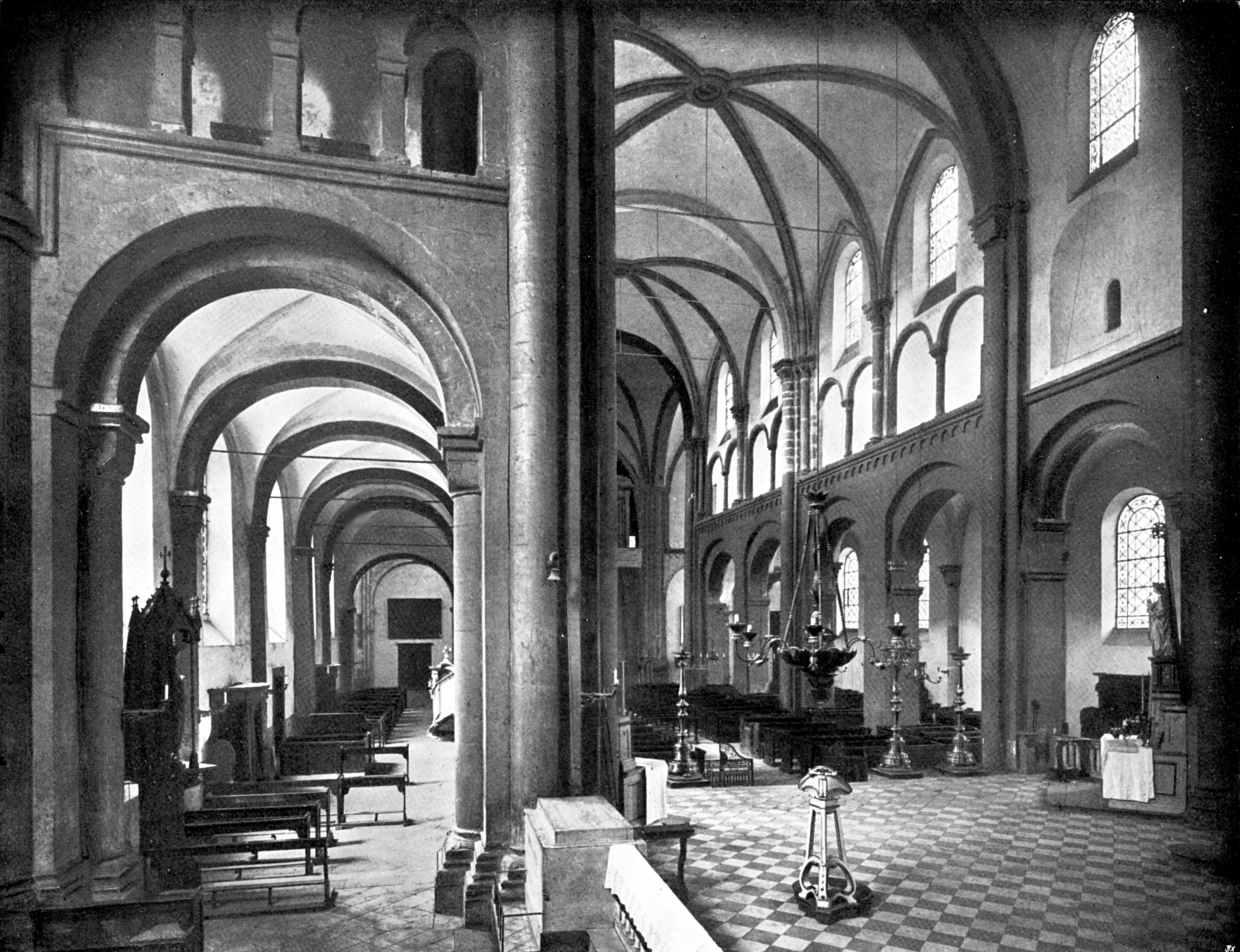
Rundbogige Gurte mit dicken Rechteckprofilen, Mittelschiff sechsfeldrige Rippengewölbe, Seitenschiffe Kreuzgratgewölbe

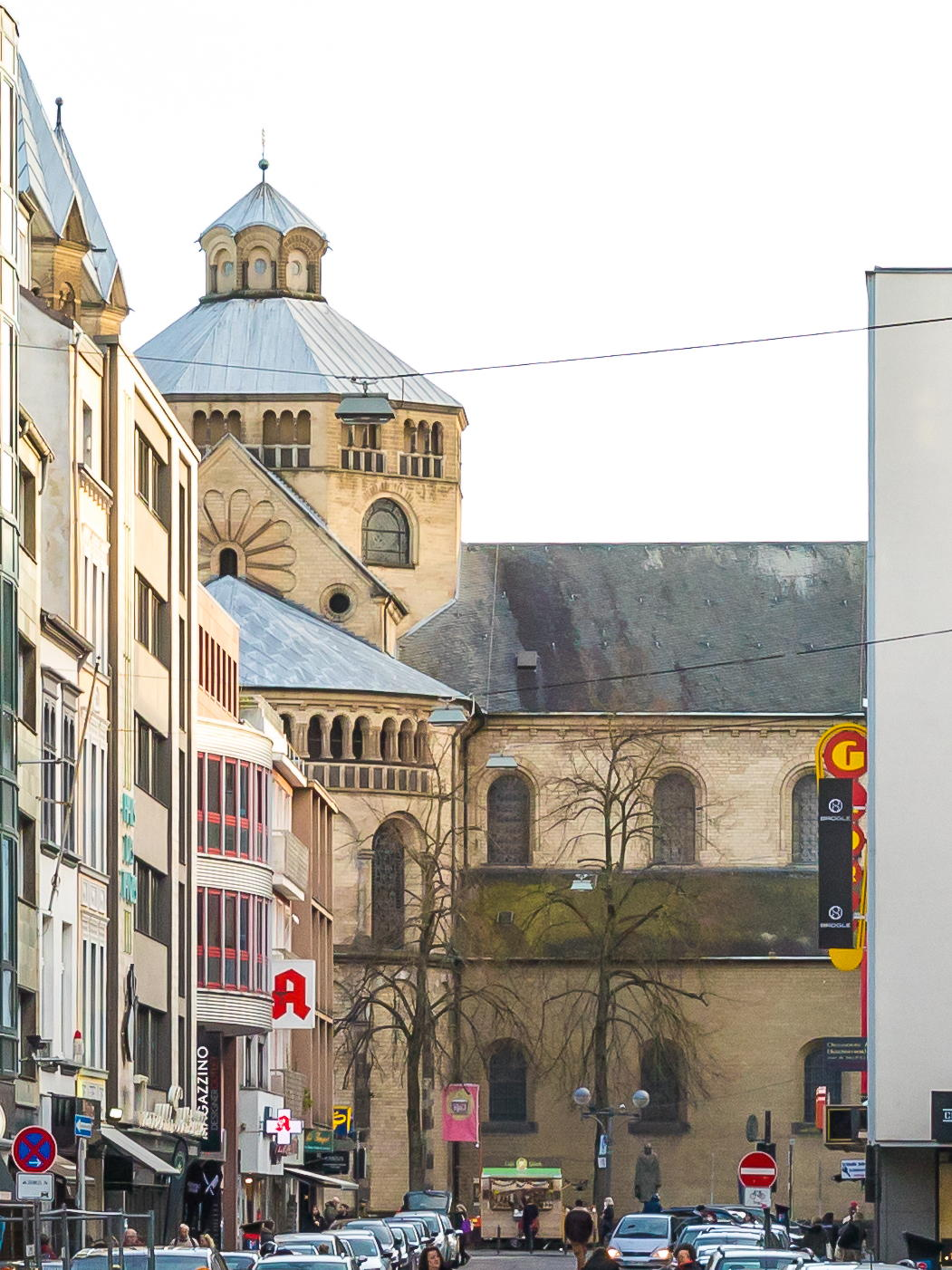
Nordseite: Mittelschiffstraufe mit Konsolenfries, kein äußeres Strebewerk

Bei St. Aposteln soll es, wie bei anderen romanischen Kirchen in Köln auch, an der Stelle der heutigen Basilika einen ersten Kirchenbau gegen Ende des 9. Jahrhunderts gegeben haben, was aber nicht verbürgt ist. Historisch nachgewiesen ist, dass hier im 10. Jahrhundert ein Stift gegründet wurde. Dessen historisch gesicherte erste Apostelkirche war wohl ein relativ einfacher Bau.
Das änderte sich zu Anfang des 11. Jahrhunderts: Entweder unter Erzbischof Heribert, der von 999 bis 1021 regierte, oder anschließend unter Erzbischof Pilgrim (Regierungszeit 1021–1036) – die Meinungen der Historiker gehen hier auseinander – wurde ein großer salischer Neubau errichtet, der ungeachtet der nicht ganz sicheren Zuschreibung einfach „Pilgrimbau“ genannt wird. Für Pilgrim spricht die Tatsache, dass seine Grablege im Westchor zu finden ist, eine Ehre, die vor allem einem Stifter zuteilwird.
Dieser Bau war nach Westen gerichtet. So hatte er den Chor mit dem Hauptaltar im Westen, an der Stelle des heutigen Hauptturms. Das ist in christlichen Kirchen unüblich: Die meisten Kirchen sind geostet, haben also ihren Altarraum, den Chor, im Osten – dort wo die Sonne aufgeht. Die Kölner Apostelkirche des 11. Jahrhunderts bezog sich mit dieser westlichen Ausrichtung, wie auch andere Kölner Kirchen, auf das großes Vorbild, die Peterskirche in Rom, welche bis heute gewestet ist.
Von diesem salischen Pilgrimbau, der auch die Grundmaße der heutigen Kirche bestimmt, sind noch erhalten: Große Teile der Außenmauern des Langhauses, des westlichen Querschiffes und Teile der Mittelschiffwände. Allerdings wurde die dünne Außenhaut, die Sichtwand dieser Mauern, mehrfach erneuert, so dass nur der Kernbereich dieser Mauern noch aus dem 11. Jahrhundert stammt.
Das Grundprinzip dieser Epoche ist ein festes Maßsystem – ausgehend vom Vierungsquadrat –, eine einheitliche Gestaltung des ganzen Baukörpers und die polare Gegenüberstellung von östlichen und westlichen Bauteilen, also eines Westchores und eines Ostchores. „Die strenge Bindung an ein festes Maßsystem, die einheitliche Durchgestaltung eines ganzen Baukörpers und das Prinzip der Gruppierung liegender und vertikaler, vieltürmiger Bauteile […] bleibt bis zum 13. Jahrhundert, bis zum Aufgreifen der französischen Gotik, für die deutsche romanische Architektur bezeichnend.“
Im Vergleich zu dem Vorgängerbau ist das salische Lang- und Querhaus von St. Aposteln in der Größe gesteigert. Diese beiden Bauteile erhielten später, um 1230, statt der flachen Holzdecken ein Steingewölbe. 
Mit den schweren Rechteckprofilen der auch im Mittelschiff noch rundbogigen Gurtbögen sind die Gewölbe (1200–1220) konservativer gestaltet als die zwanzig bis achtzig Jahre älteren Lang- und Querhausgewölbe des Wormser Doms (ca. 1140 bis Weihe 1181). Dazu passt das vollständige Fehlen äußeren Strebewerks. Die Mittelschiffsgewölbe der Magdeburger Liebfrauenkirche, 1221(d), und des Bremer Doms, mit ihren elegant profilierten Gurtbögen und etwas äußerem Strebewerk, schließen eher direkt an frühe französische Gotik an, als an diese rheinische Spätromanik.
Im 11. Jahrhundert lag St. Aposteln noch nicht im eigentlichen Kölner Stadtgebiet. Die damals noch intakte römische Stadtbefestigung ging unmittelbar an St. Aposteln vorbei. Dies wird durch die mittelalterliche Pforte anschaulich belegt, die sich in einer Höhe von 7,80 Metern in der Chorapsis befindet. Von dieser heute vermauerten Pforte aus konnte man im 12. Jahrhundert den Laufgang der römischen Stadtmauer betreten. 1106 wurde eine neue Stadtmauer gebaut; ab 1180 bis weit ins 13. Jahrhundert hinein eine weitere, die ein wesentlich größeres Areal umfasste und von deren zwölf Stadttoren noch einige stehen. Gleichzeitig mit der neuen Stadtmauer wurde ab 1180 der Neumarkt, als zusätzlicher Handelsplatz zu den bereits bestehenden Plätzen in der Nähe des Hafens am Rhein, errichtet.
St. Aposteln veränderte sich im ausgehenden 12. Jahrhundert sowohl in seiner Baugestalt als auch in seiner Ausrichtung: Es hatte sich ein Wechsel in der Liturgie ergeben, der einen Westchor nicht mehr erforderte. Die Kirchen orientierten sich in der Folge dessen nach Osten. Hinzu kam, dass mit dem neuerbauten Neumarkt direkt vor der Kirche eine große Freifläche entstanden war, die es geraten sein ließ, den Ostteil zur neuen Schaufläche, zum dominierenden Zentrum der Kirche zu machen.
Ob die Umbauarbeiten an St. Aposteln ab 1150 von vorneherein den West- und den Ostteil umfassen sollten, ist ungewiss. Jedenfalls harmonieren beide Partien, und zwar für eine Sicht von Osten, also vom Neumarkt aus. Man nimmt deshalb an, dass möglicherweise beide Umbauprojekte trotz der zeitlichen Distanz von 50 Jahren auf die Planung des gleichen Baumeisters zurückgehen.
In St. Aposteln wurde um 1150 herum zunächst ein neuer Westchor errichtet. Man schüttete die Krypta des alten salischen Westchores zu und errichtete auf ihr einen 67 m hohen Westturm. Diesem Umbau scheint ein Brand vorausgegangen zu sein. Es ist aber unsicher, ob nur durch den Brand die Umbauabsicht ausgelöst worden war, denn ganz Köln wurde in dieser Zeit von Bauleidenschaft ergriffen und es erscheint unwahrscheinlich, dass man dabei St. Aposteln übergangen hätte, wenn es zu keinem Brand gekommen wäre.

### Westbau

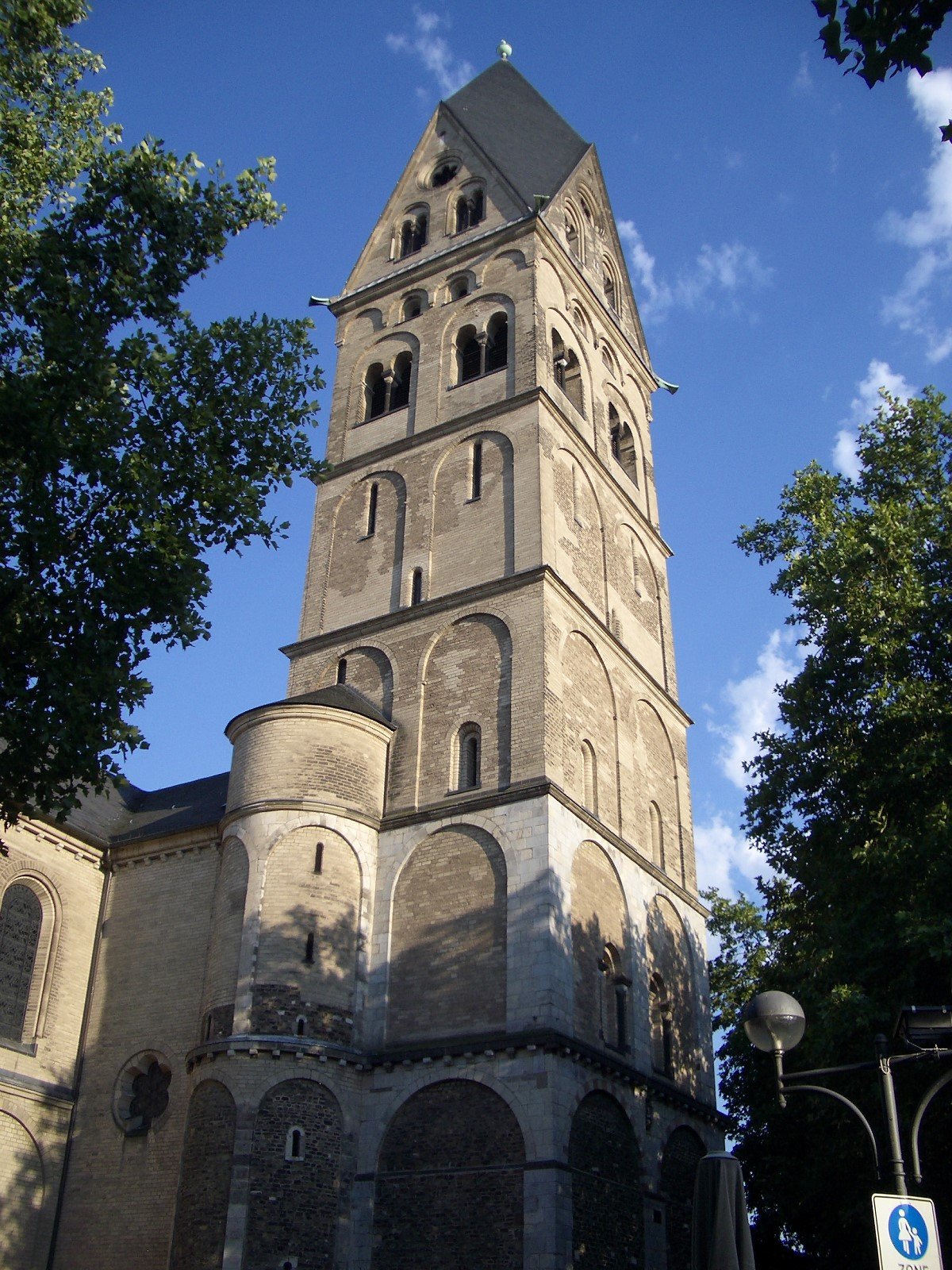
Westturm

Der neue Westturm, ab 1150 errichtet, wird von zwei halbrunden Treppentürmen begleitet; mit einer solchen Kombination klingt das alte karolingische Motiv eines Westwerkes an. Im 12. und 13. Jahrhundert wurden bestehende älteren Westwerke häufig umgebaut und stärker mit dem Hauptraum verbunden. Mit dem großen Umbau von 1643/1644 verlor der Westchor endgültig seine Dominanz.

### Drei-Konchen-Chor
Um das Jahr 1200 herum, wieder nach einem Brand (1192), wurde mit dem Bauteil begonnen, dessen Vorbild wohl der kurz zuvor vollendete Chor von Groß St. Martin war, dem Drei-Konchen-Chor (Trikonchos). In der Nordkonche erkennt man noch heute im „Obergeschoss“ eine zugemauerte Tür, die im Mittelalter als zusätzlichen Zugang die Kirche mit der noch existierenden Römermauer, die einen Teil der Stiftsmauer darstellte, verband.
Im Gegensatz zu einem Grundriss als lateinischem Kreuz, bei dem ein gerades Langhaus im Kopfbereich von einem ebenfalls geraden Querhaus rechtwinklig durchkreuzt wird, wie bei St. Aposteln im Westen, werden beim Drei-Konchen-Chor drei gleich große Apsiden an den Seiten eines (einbeschriebenen) Quadrates so zueinander gesetzt, dass sich im Grundriss die Form eines Kleeblattes ergibt, weshalb diese Lösung auch „Kleeblattchor“ genannt wird. Dadurch ergibt sich hier im Osten an der Stelle des Chores ein Zentralbau, also ein Bau mit einem eigenen Zentrum und gleichwertigen Seitenteilen.

### Neuere Geschichte
1802 wurde im Zuge der Säkularisation in der Franzosenzeit das Aposteln-Stift aufgehoben. Es lebt noch im Namen der nahen Straße Apostelnkloster fort. Das drittälteste Kölner Gymnasium, ursprünglich 1860 in dieser Straße gegründet, als Gymnasium an der Apostelkirche, ist nach St. Aposteln benannt. Die Kirche verfiel nach der Klosterauflösung allmählich und musste 1822 wegen Baufälligkeit polizeilich geschlossen werden, wurde aber bald darauf restauriert. Umfangreiche Renovierungen fanden in den Jahren 1871–1891 statt.
Nach den Kriegszerstörungen von 1942 bis 1944 wurde eine erste notdürftige Restaurierung 1957 abgeschlossen, bevor man 1961 an die sorgfältige Wiederherstellung der Ostpartie ging, die 1975 beendet wurde. Die zugeschüttete West-Krypta war schon 1955 bis 1957 wieder hergerichtet worden. Die Kirche erhielt im Zuge des Wiederaufbaus einige zeitgenössische Ausstattungsdetails: Zum Beispiel auf der Südseite eine Aula in der typischen Architektur der 1950er Jahre des Architekten Johann Werner Starck († 1978), mit einem durchlaufenden Fensterband von Ludwig Gies. Diese Aula diente zunächst als Notkirche und trägt heute den Namen Dr.-Josef-Könn-Aula. Im Drei-Konchen-Chor entstanden 1988 bis 1993 Gewölbemalereien von Hermann Gottfried.
Seit 1981 wird der Erhalt der Kirche vom Förderverein Romanische Kirchen Köln unterstützt. Seit 1. Januar 2010 ist sie Pfarrkirche der um die aufgelösten Pfarrgemeinden Dom St. Peter, St. Andreas, St. Kolumba, Groß St. Martin und St. Maria in der Kupfergasse vergrößerten Kirchengemeinde St. Aposteln.
Am 2. April 2016 wurde der in St. Aposteln abgehaltene ökumenische Trauergottesdienst für den verstorbenen Bundesaußenminister a. D. Guido Westerwelle live im deutschen Fernsehen übertragen. Der Gottesdienst wurde von den Prälaten Martin Dutzmann und Karl Jüsten gehalten. Gäste waren unter anderen der Bundespräsident, die Bundeskanzlerin und der Bundestagspräsident.

## Architektur

### Außenbau

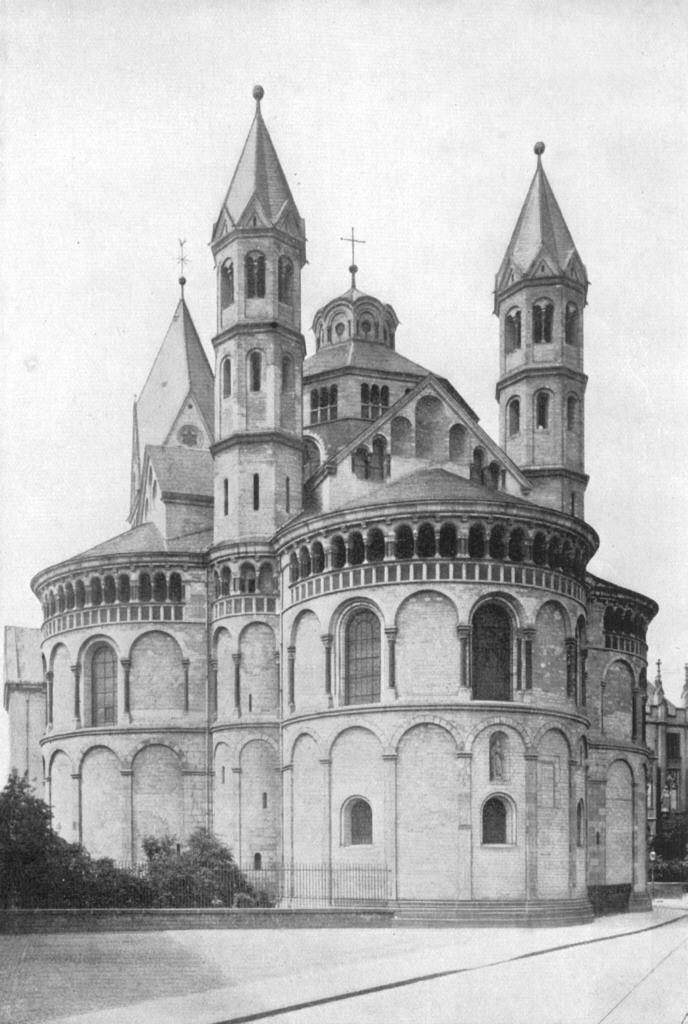
St. Aposteln um 1925

Neben den drei Konchen sind die vier Türme mit dem Vierungsturm in der Mitte prägend für den Außenbau von St. Aposteln. Vom weiten anderen Ende des Neumarktes aus gesehen „erscheint der Westturm mit zur Turmgruppe hinzuzugehören, und zwar wegen seiner Höhe fast so, als sei er das Zentrum des ganzen Komplexes“. Dadurch entsteht eine Staffelung von Türmen, die nicht wie bei Groß St. Martin in einer geradlinigen Höhensteigerung in einem alles dominierenden Vierungsturm zusammenläuft, sondern in einer dreidimensionalen Hintereinanderstaffelung über die Seitentürme zum Vierungsturm und von da zum höchsten Punkt, zum Westturm hinter dieser Gruppe.

### Spätromanische Zweischaligkeit
Der Chorinnenraum von St. Aposteln stellt nach übereinstimmender fachlicher Meinung die ausgewogenste Version der spätromanischen Zweischaligkeit der Mauern dar. Das Grundproblem für die Baumeister in diesem Punkt war damals, eine Entsprechung herzustellen zwischen der Außen- und der Innengliederung der Wände, vor allem deshalb, weil der äußere Radius der Apsis natürlich größer ist als der innere und man die innere Bogenstellung nach den Fenstern richten musste, welche die Mauer durchbrachen.
In St. Aposteln ist dieser Widerspruch harmonisch gelöst. Die beiden Geschosse sind gleichwertig und befinden sich im Vergleich zur Gesamthöhe der Konchen in einem ausgewogenen Verhältnis. Die Zahl der Nischen ist auf drei reduziert. Die Säulen der inneren Wandschale sind in einer geschickten Weise in einen Pfeiler eingebunden, die Apsiden sind durch sogenannte Zwischenjoche mit der Vierung verbunden, wobei in einer Zwillingsgalerie an allen Seiten die Zweischaligkeit variiert, so dass der ganze Zentralraum die Breitengliederung des Außenbaues wiederholt.

## Ausstattung

### Wand- und Deckengestaltung
Von der ursprünglichen Wand- und Deckengestaltung ist nichts erhalten.
Im 19. Jahrhundert und zum Anfang des 20. Jahrhunderts wurde durch eine Kombination von Mosaiken und Fresken eine byzantinisch anmutende Wand- und Deckengestaltung geschaffen.
Nach dem Zweiten Weltkrieg wurde diese Gestaltung als nicht mehr zeitgemäß abgelehnt; sie wurde nicht restauriert, sondern radikal entfernt. Als geringer Rest ist heute nur noch im Nordarm des Westquerschiffs das zum goldenen Priesterjubiläum von Pfarrer August Savels im Jahre 1910 von der Pfarrgemeinde gespendete Mosaik Der gute Hirte erhalten.
In den Jahren zwischen 1956 und 1975 waren die Wandflächen der Kirche weiß belassen; nur die Rippen der Langhauswölbung erhielten einfache geometrische Streifenmuster. Die Werksteingliederungen blieben steinsichtig. 1975 wurden in der soeben rekonstruierten Vierungskuppel und in deren Tambour farbkräftige, geometrische Bemalungen angebracht; die Entwürfe stammten von Willy Weyres (Kuppelgewölbe) und Manfred Ott (Tambour samt vier Fenstern). Dazu passte der aufwändig gestaltete neue Vierungsaltar samt hängender Leuchterkrone und Paviment nach Entwurf von Sepp Hürten.
Von 1988 bis 1993 wurden die Gewölbe der drei Konchen und das Innere des Vierungsturms von Hermann Gottfried mit Szenen aus der Offenbarung des Johannes ausgemalt. Diese auf wenige Farben reduzierte Ausmalung, stilistisch als Werk des 20. Jahrhunderts erkennbar ist, ist umstritten, da sie nach Ansicht vieler Kritiker im Widerspruch zum mittelalterlichen Kirchenraum steht. Dem figürlichen Bildprogramm („Apokalypse“) in der abstrakten Formsprache einer expressiv-kubistischen Stilrichtung liegt ein theologisches, durch Wilhelm Nyssen und den Ortspfarrer Karl Günter Peusquens entworfenes Gesamtkonzept zugrunde.

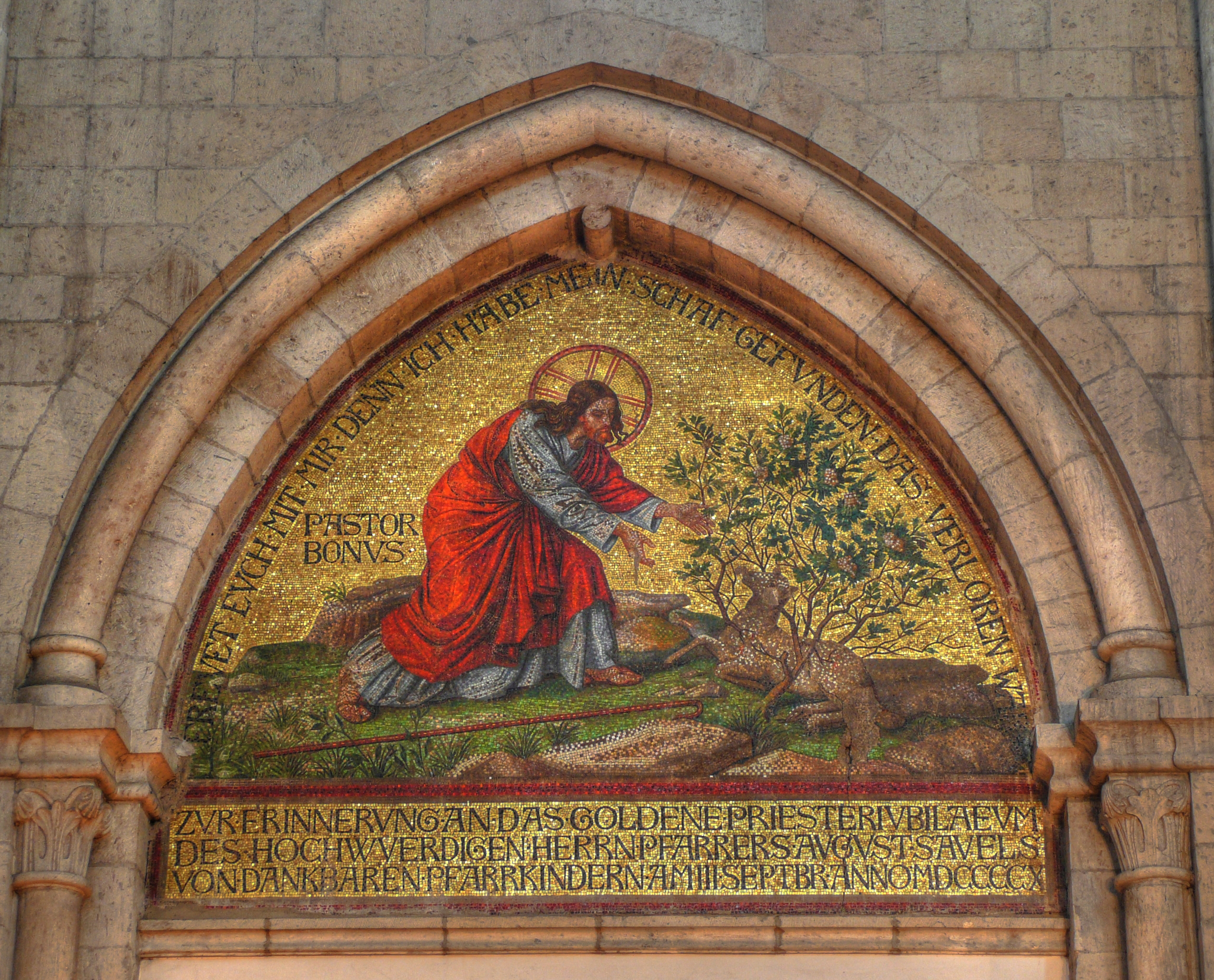
Mosaik Der gute Hirte (1910)
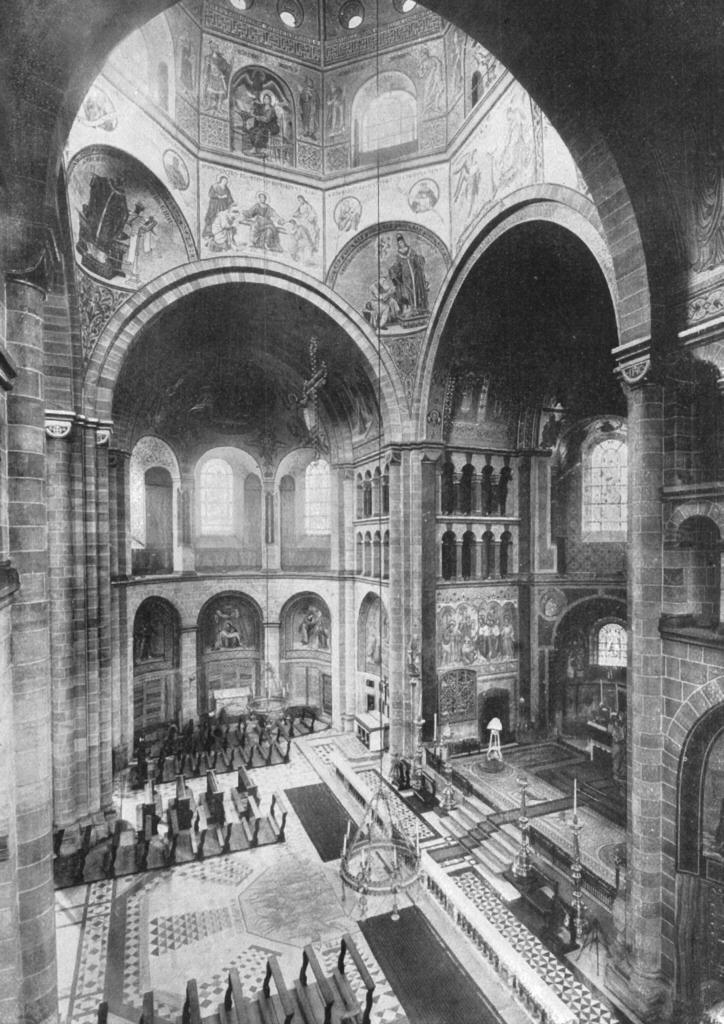
Chor um 1925 in alter byzantinisch wirkender Ausmalung
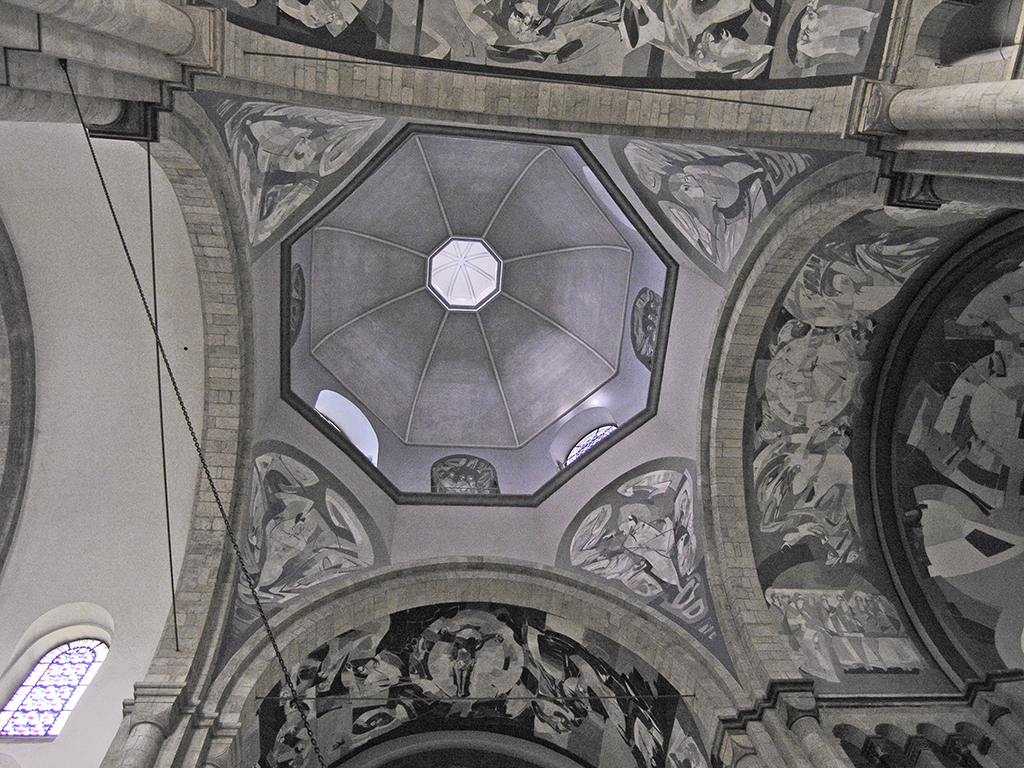
Heutige Ausmalung

### Kunstwerke im Kirchenraum
In der nördlichen Konche ist das zu einem früheren barocken Seitenaltar gehörige Gemälde von Johann Wilhelm Pottgießer erhalten, das „Martyrium der Hl. Katharina“.
Aus der Anfang des 19. Jahrhunderts abgebrochenen Nothelferkapelle stammen – aus verschiedenen Stilepochen – die Skulpturen der sogenannten Vierzehn Nothelfer. Restaurierungen erfolgten um 1898 (die Farbfassungen stammen hauptsächlich daher) sowie 1979 bis 1983. Eine Übersicht gibt die folgende Tabelle (in der Reihenfolge, in der sie von links nach rechts in St. Aposteln zu sehen sind):
| Nothelfer         | Erstellung der Skulptur                |
| ----------------- | -------------------------------------- |
| St. Christophorus | zweite Hälfte 16. Jahrhundert          |
| St. Dionysius     | zweite Hälfte 16. Jahrhundert          |
| St. Erasmus       | 18. Jahrhundert                        |
| St. Eustachius    | zweite Hälfte 16. Jahrhundert          |
| St. Achatius      | zweite Hälfte 16. Jahrhundert          |
| St. Vitus         | 17. Jahrhundert                        |
| St. Georgius      | Ende 16. Jahrhundert                   |
| St. Pantaleon     | Ende 17. Jahrhundert                   |
| St. Egidius       | 16. Jahrhundert                        |
| St. Blasius       | Ende 18. Jahrhundert                   |
| St. Barbara       | um 1500 (ursprünglich als Marienfigur) |
| St. Katharina     | Anfang 16. Jahrhundert                 |
| St. Margareta     | Anfang 16. Jahrhundert                 |
| St. Cyriakus      | zweite Hälfte 16. Jahrhundert          |

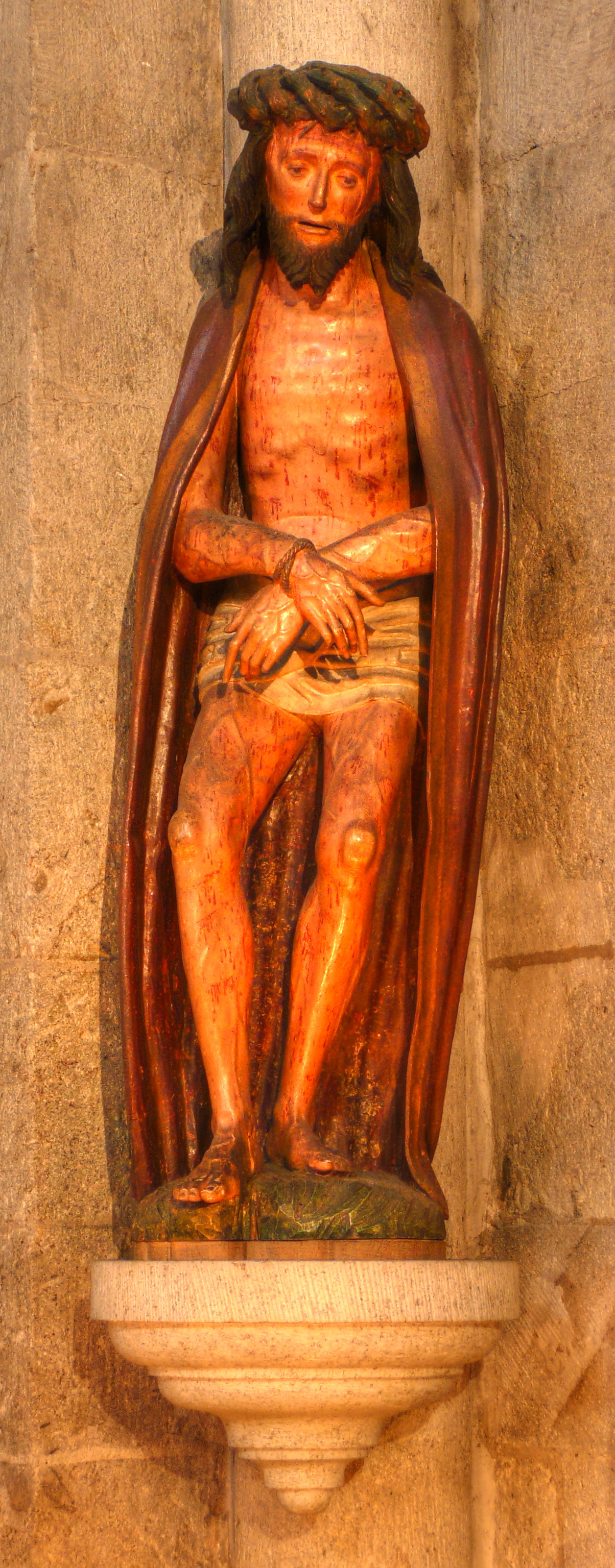
Ecce Homo aus der Werkstatt Tilmann

Eine Christusdarstellung als Ecce Homo in Holz wurde nach 1500 in der Werkstatt von Meister Tilman geschaffen.
Der Marienaltar steht gegenüber dem südwestlichen Eingang. In einem neugotischen Retabel (1910) aus der Werkstatt Langenberg in Goch ist zentral die Skulptur der Madonna mit dem Kind situiert (um 1500, Schwaben). Die zwölf daran stilistisch angelehnten Halbplastiken, die rechts und links der Madonna angeordnet sind, wurden 1994 von Henrike und Dieter Franz geschaffen.
Im Zentrum der westlichen Vierung (früherer Standort: südliches Querhaus) befindet sich das achteckige romanische Taufbecken (entstanden um 1200). Der heutige Deckel wurde 1950 hinzugefügt.
An einem Vierungspfeiler steht eine Madonna mit Kind, teilkoloriert, aus der Zeit um 1480.
Die Pietà stammt vermutlich aus dem 19. Jahrhundert.
Die Eingänge zur Krypta im Westteil der Kirche werden von ca. 2,10 m hohen Skulpturen (Holz mit weißer Fassung) der Apostel Petrus und Paulus flankiert. Diese Skulpturen waren ursprünglich dem 1819 abgebrochenen barocken Hochaltar in der Ostkonche zugehörig und stammen aus dem Jahr 1761. Ihr Schöpfer war Johann Joseph Imhoff (der Ältere). Der barocke Hochaltar von St. Aposteln steht heute in Köln-Merheim, in der dortigen Kirche St. Gereon, wohin er 1821 verkauft wurde.
Aus dem Jahr 2003 stammt das großformatige Gemälde Die Apostel des Kölner Malers Gerd Mosbach im nördlichen Seitenschiff.

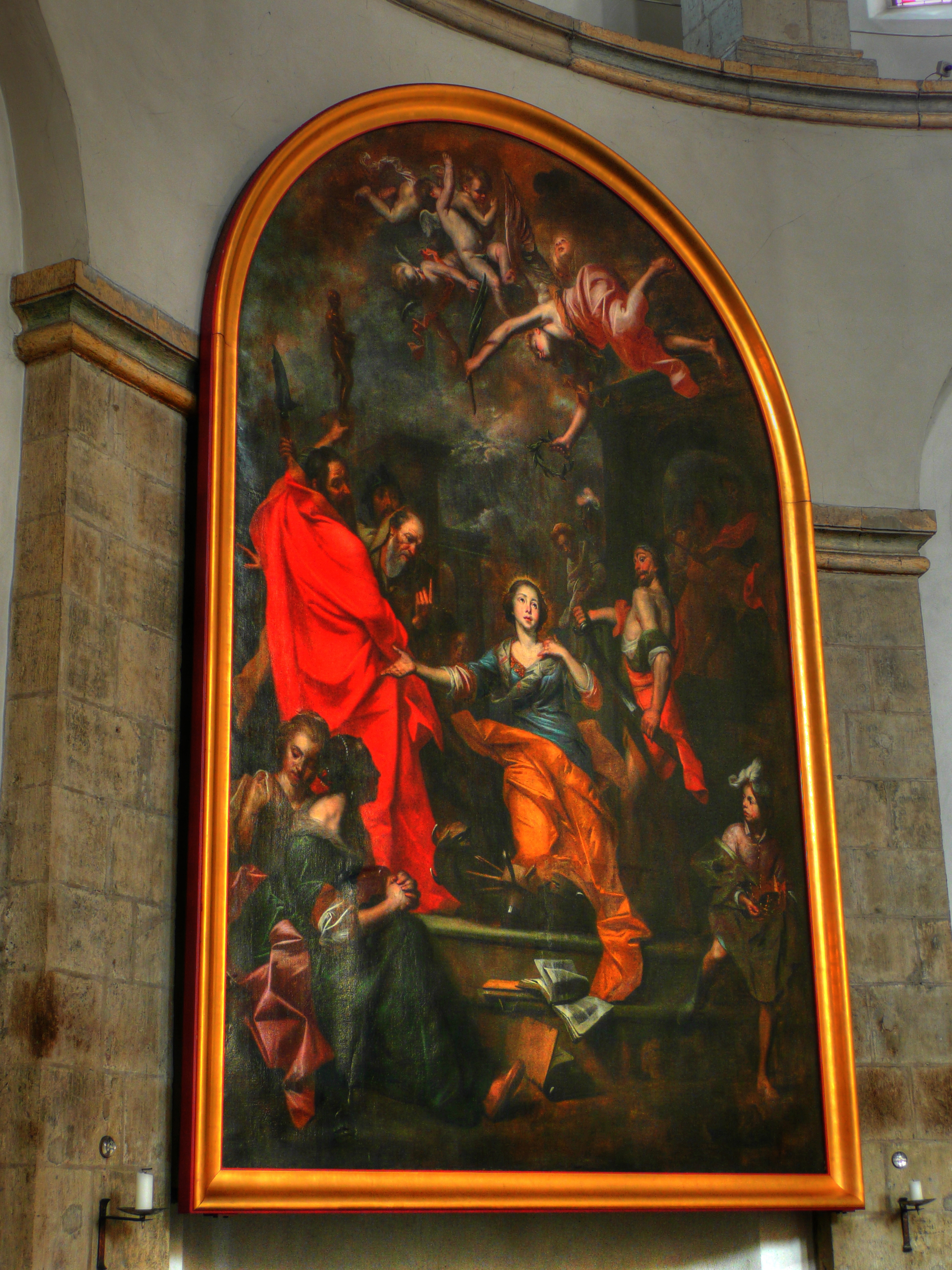
Martyrium der Hl. Katharina, Gemälde von Johann Wilhelm Pottgießer
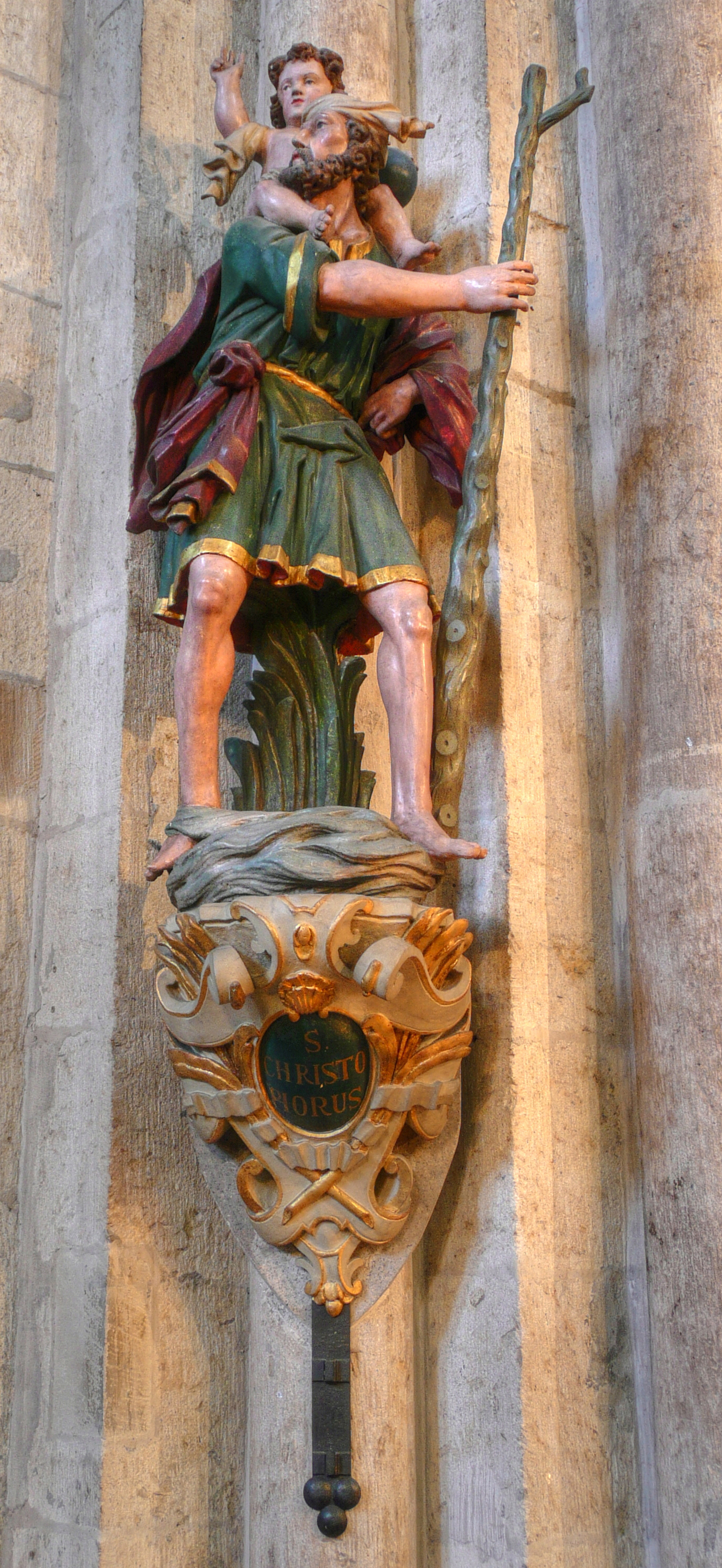
Skulptur des Nothelfers St. Christophorus
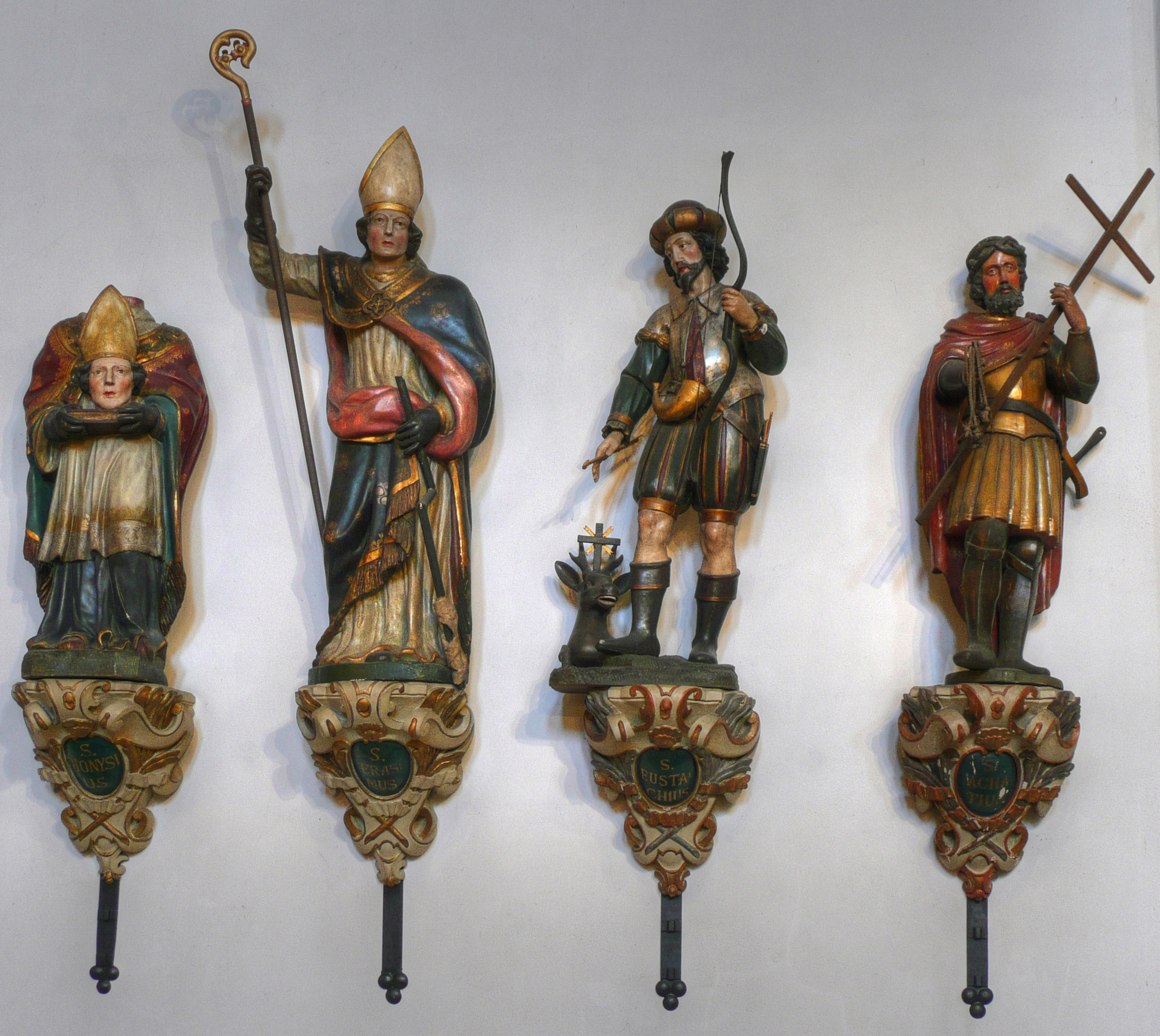
Skulpturen der vier Nothelfer St. Dionysius, St. Erasmus, St. Eustachius und St. Achatius
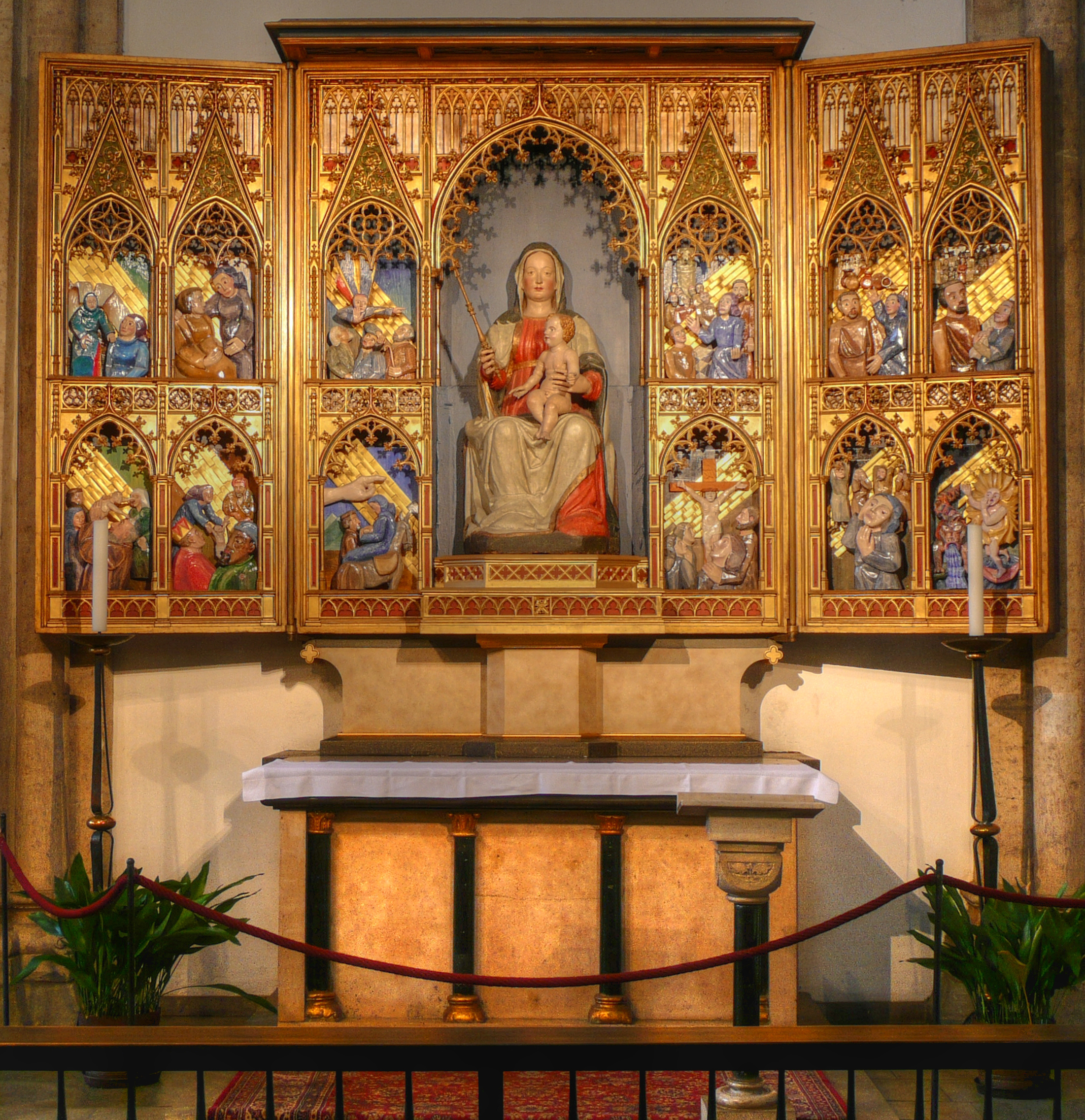
Marienaltar
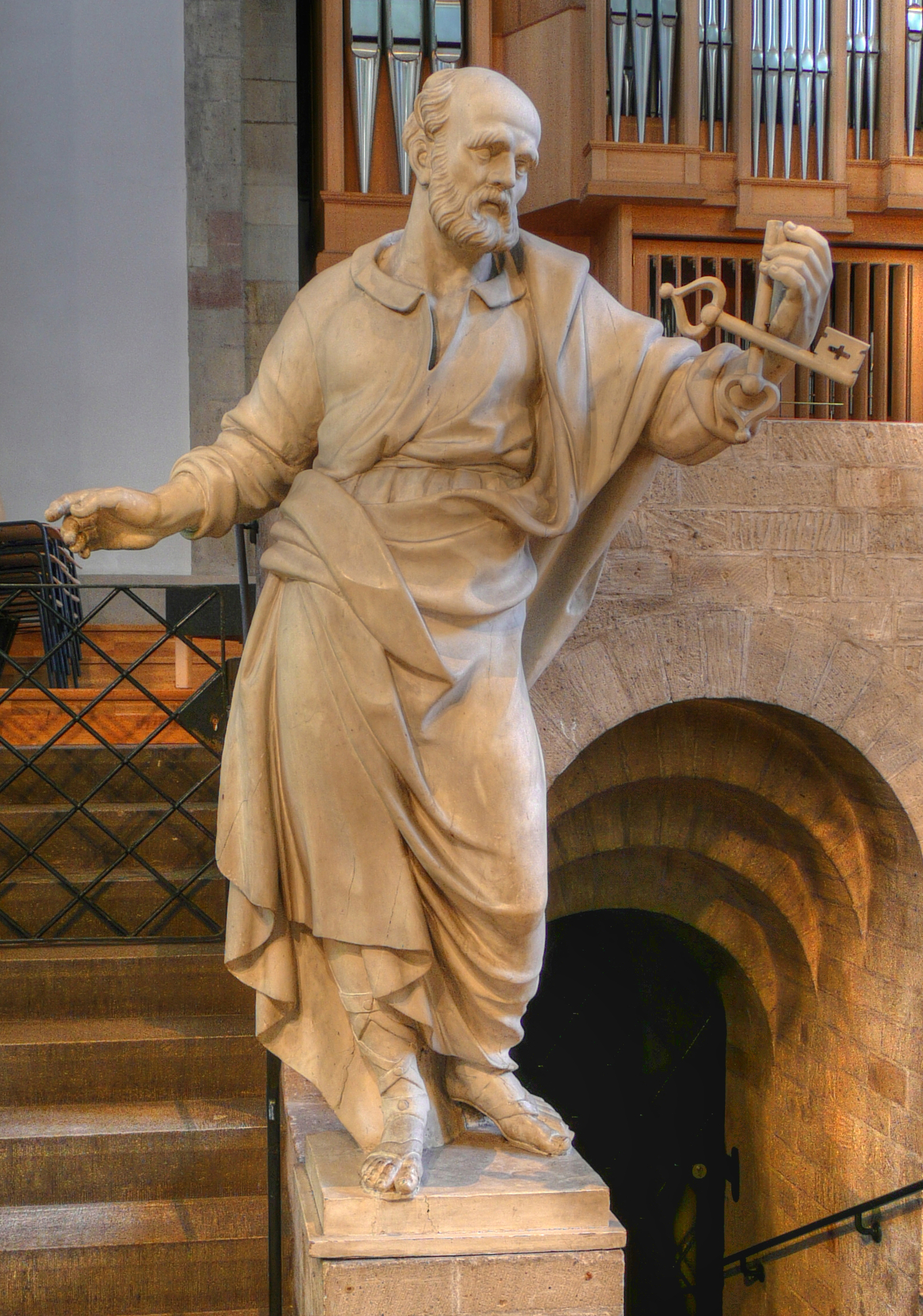
Skulptur des Apostels Petrus
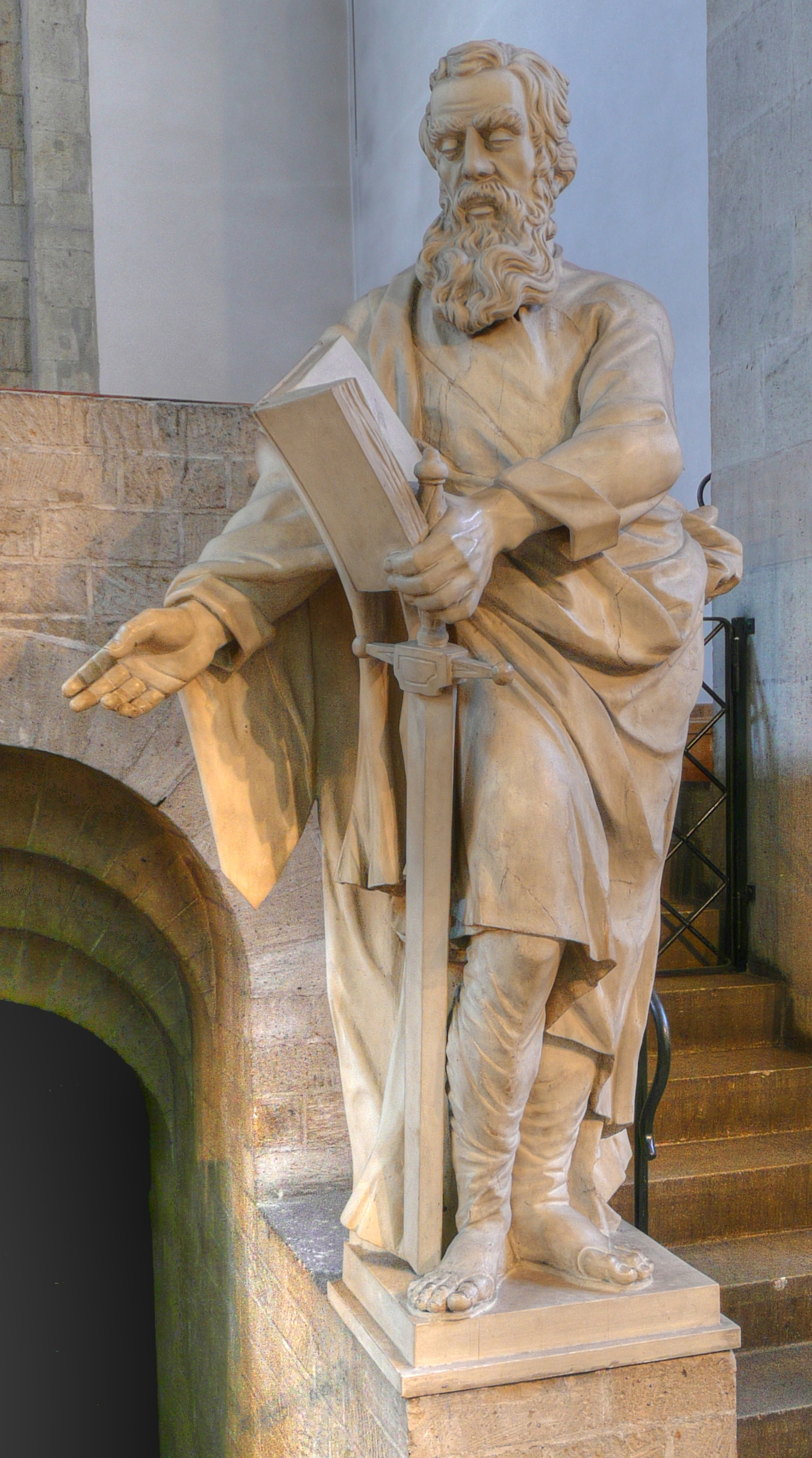
Skulptur des Apostels Paulus
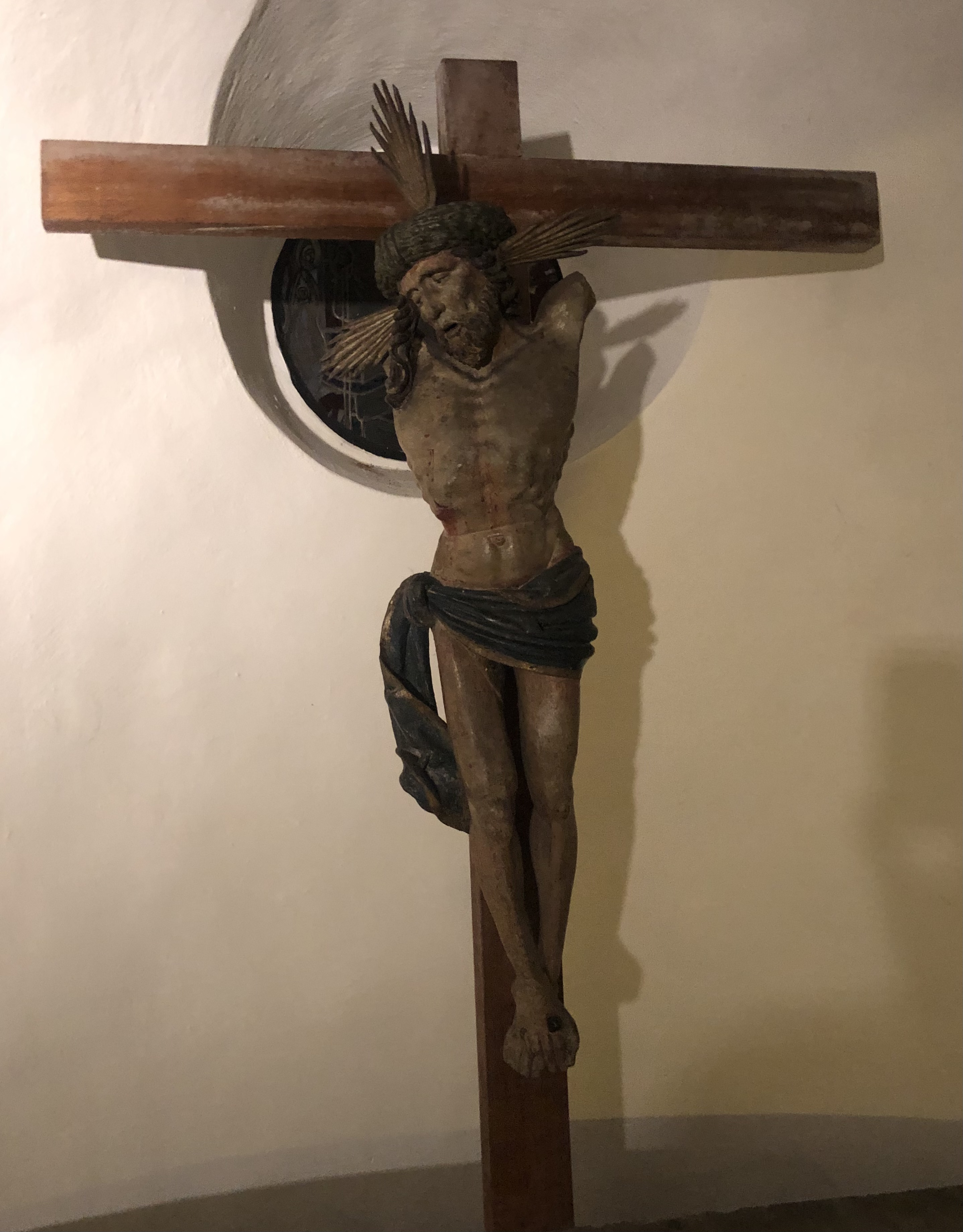
Kruzifix in der Krypta
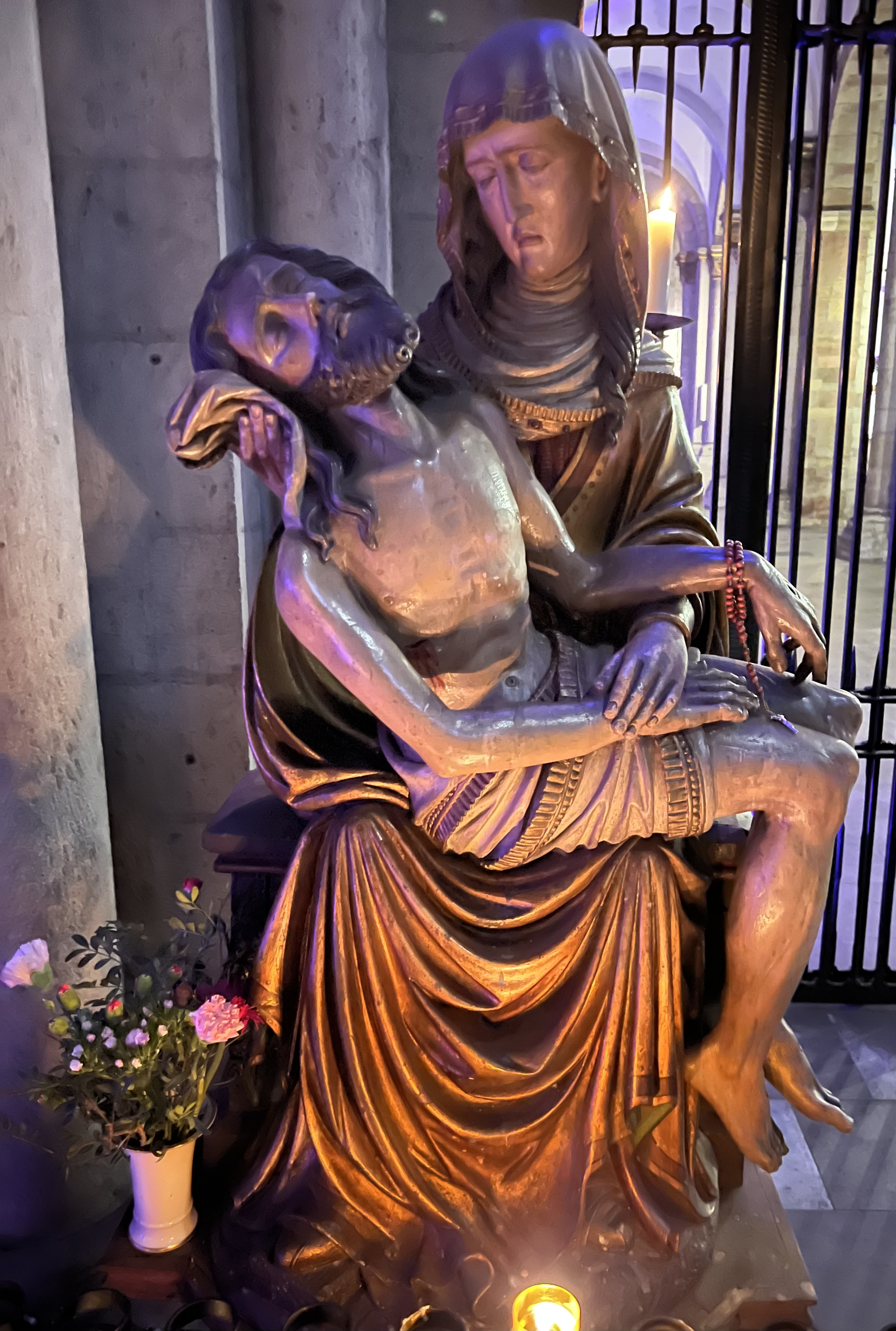
Pieta

### Schatzkammer
Sie befindet sich zwischen der Nord- und der Ostkonche. Die größte Kostbarkeit des Kirchenschatzes ist der Heribertkelch aus dem 13. Jahrhundert und die dazugehörige Patene (Hostienteller). Auf dem Kelch sind die Figuren der zwölf Apostel eingraviert.
Zum Kirchenschatz gehören des Weiteren das Stiftssiegel aus dem 12. Jahrhundert, eine gotische Monstranz aus dem Jahre 1409 und ein hölzernes (in neuerer Zeit mit Silber beschlagenes) Sterbekruzifix mit elfenbeinernem Corpus aus dem Jahre 1640.

### Ausstattung der Krypta

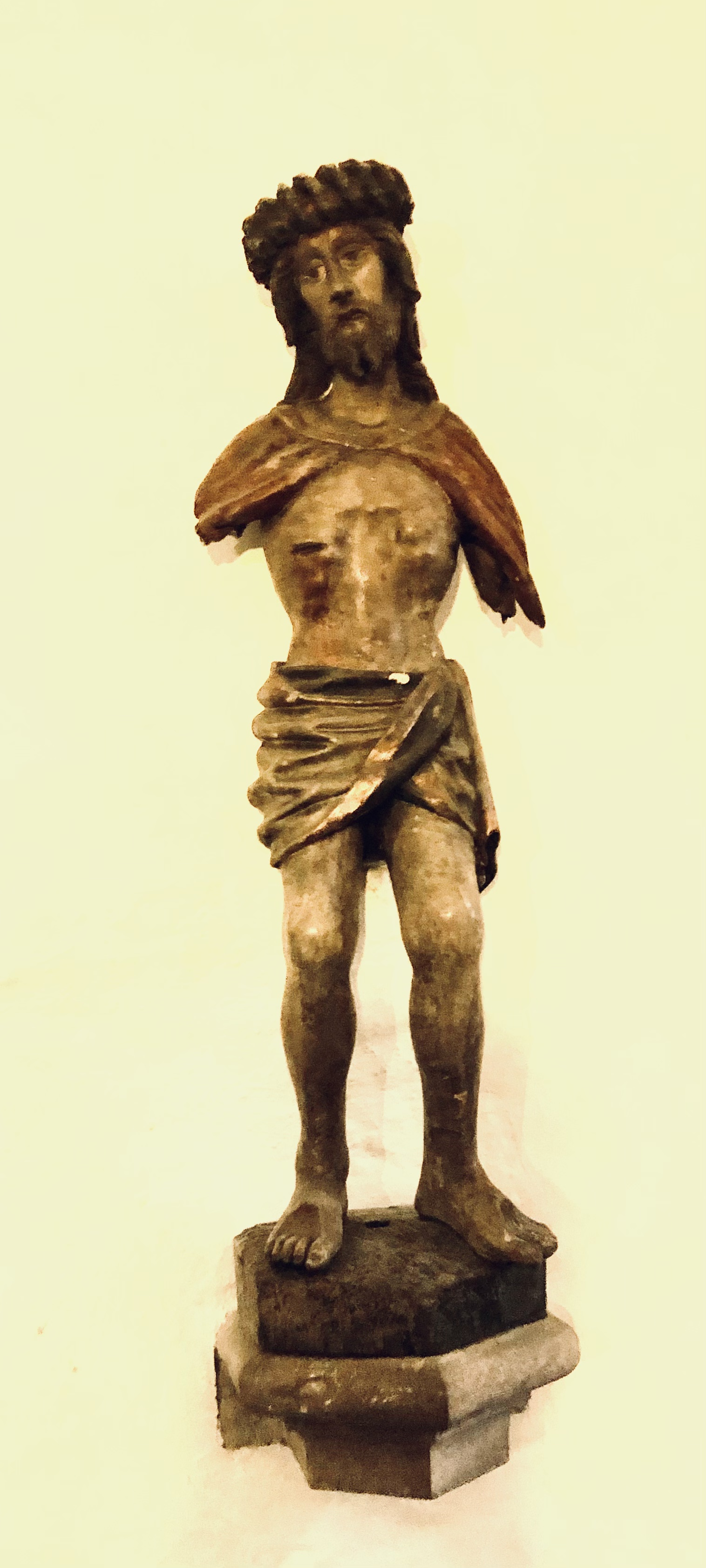
Schmerzensmann von 1500

Die Krypta beherbergt an der Ostseite ein farbig gefasstes Kruzifix aus Holz aus der Zeit um 1480, dem leider die Arme des Heilandes fehlen und ein Marmorrelief der Geburt Christi von Wilhelm Mengenberg aus dem Jahr 1925. Auch im Ostraum der Krypta steht eine Madonna von 1900. Der vordere Raum der Unterkirche beherbergt eine Reliquienbüste des Heiligen Stephanus von 1910 und einen weiteren Schmerzensmann (farbig; Holz) aus der Zeit um 1500, dem leider ebenfalls die Arme fehlen.

### Dr.-Josef-Könn-Aula
In der nach dem ehemaligen Pfarrer Josef Könn benannten Aula (auch Aposteln-Aula) stehen eine Madonna mit Kind, um 1500, aus Stein; ein Ölgemälde Christus an der Geißelsäule aus dem 17. Jahrhundert und eine Steinskulpturen des Hl. Paulus aus der 2. Hälfte des 12. Jahrhunderts. Noch aus dem Mittelalter, frühes 15. Jahrhundert, stammt die niederrheinische Holzskulptur des Hl. Petrus und Konsolen des Westturmes aus der Zeit um 1130. Weitere Ausstattungsstücke der Aula sind: Eine Christus-Salvator-Holzskulptur von 1788, eine Skulptur der Maria Immaculata von 1763, ein Holzrelief, das Johannes den Täufer darstellt, von 1780 und eine Steinskulptur der Geburt Christ, die Theo Heiermann 1984 geschaffen hat.

### Sonstige Ausstattung

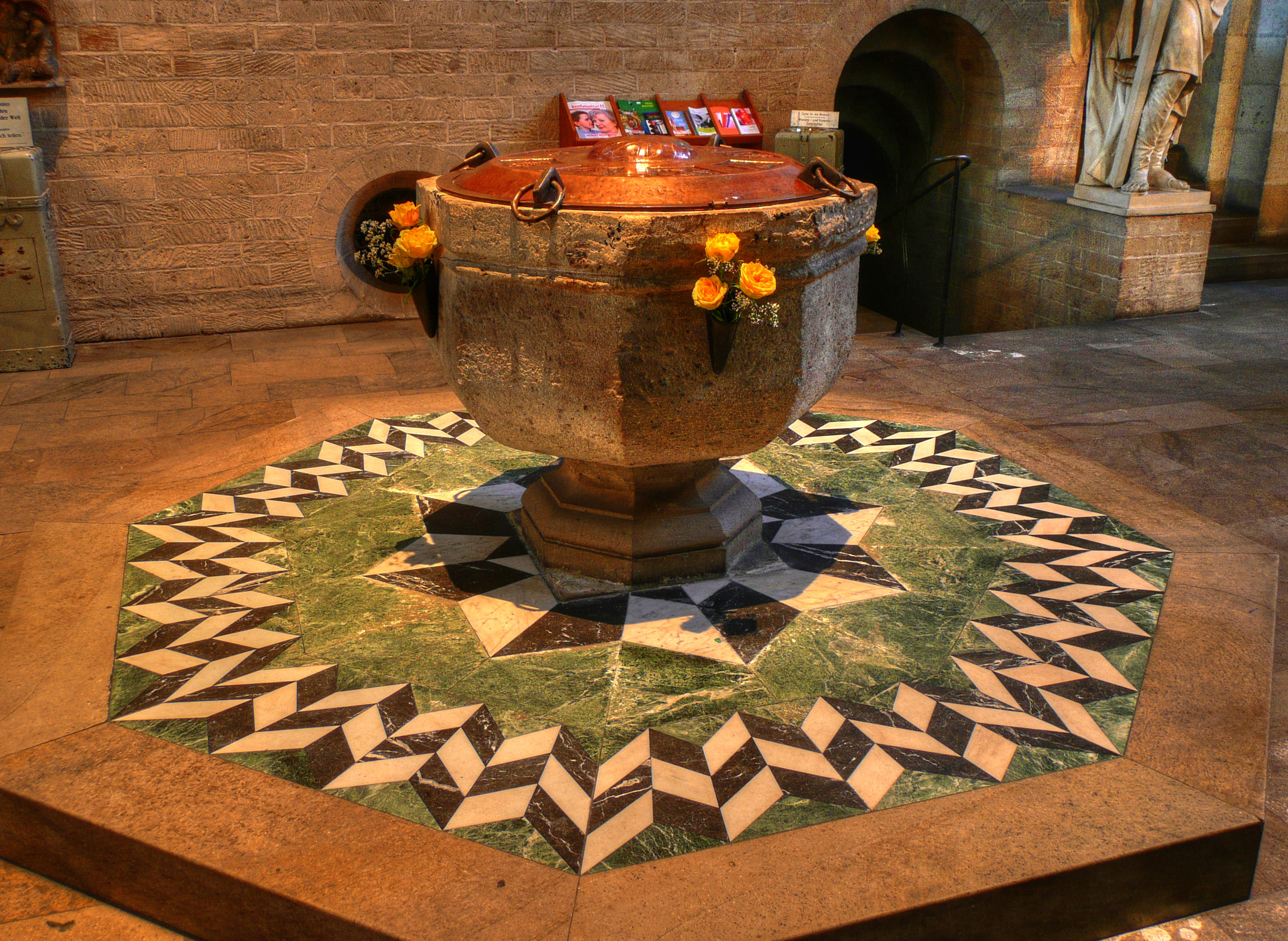
Taufbecken, um 1200

Aus dem Jahr 1780 stehen im nördlichen Seitenschiff zwei Beichtstühle von Johann Gendrom. Das achteckige Taufbecken, um 1200, steht heute zentral im Westen der Kirche auf einem Stufenpodest mit Marmorfußboden. Der Pilgrimsarkophag aus weißem Marmor enthält die Gebeine mit Grabbeigaben des Kirchengründers. Er steht heute in der Südkonche. Die Gebeine waren ab 1036 zunächst in einem merowingischen Steinsarkophag in der erhöhten Vierung des Westquerhauses beherbergt. An einem Mittelschiffpfeiler hängt seit 1644 das Epitaph der Familie Wolff-Metternich (bei der Gruft).
Erhalten haben sich auch einige Reliefs und die Retabelbekrönung des Josephsaltars (1905/09), für den Friedrich Stummel und Jakob Holtmann verantwortlich zeichneten. Der Altar hatte als Ersatz für den Laurentiusaltar mit dem Altarblatt Mariä Himmelfahrt gedient.

## Orgeln
St. Aposteln verfügt heute über drei Orgeln. Die kleinste dieser ist eine 2015 von Orgelbauer Josef Classen aus Geilenkirchen gebaute Truhenorgel in der Krypta. Im Kirchenraum selbst stehen eine Chororgel aus dem Jahr 1989 (zwischen Mittelschiff und südlichem Seitenschiff) sowie die große Hauptorgel im Westchor aus dem Jahr 1996.
Die Apostelkirche beherbergte im 18. Jahrhundert eine große Orgel des Orgelbauers Balthasar König, die wohl um das Jahr 1738 erbaut worden war. Mitte des 19. Jahrhunderts wurde das Instrument von dem Orgelbauer Engelbert Maass umfassend restauriert.
Ende des 19. Jahrhunderts wurde der Schweizer Orgelbauer Friedrich Goll (Luzern) mit dem Bau einer neuen Orgel beauftragt. Sie war 1892 fertiggestellt. Die Goll-Orgel hatte mechanische Trakturen und war mit Barkerhebeln ausgestattet. Sie hatte 62 Register auf drei Manualen und Pedal.
| I Hauptwerk C– |                |        |
| 1.             | Principal      | 16′    |
| 2.             | Bordun         | 16′    |
| 3.             | Principal      | 8′     |
| 4.             | Fugara         | 8′     |
| 5.             | Gemshorn       | 8′     |
| 6.             | Doppelflöte    | 8′     |
| 7.             | Bordun         | 8′     |
| 8.             | Octave         | 4′     |
| 9.             | Flöte          | 4′     |
| 10.            | Flauto amabile | 4′     |
| 11.            | Quintflöte     | 5 1⁄3′ |
| 12.            | Quinte         | 2 ⁄3′  |
| 13.            | Octave         | 2′     |
| 14.            | Cornett V      | 8′     |
| 15.            | Mixtur VI      |        |
| 16.            | Cymbel IV      |        |
| 17.            | Fagott         | 16′    |
| 18.            | Trompete       | 8′     |
| 19.            | Clairon        | 4′     |

| II. Manual C– |              |       |
| 20.           | Viola        | 16′   |
| 21.           | Bordun       | 8′    |
| 22.           | Principal    | 8′    |
| 23.           | Gambe        | 8′    |
| 24.           | Dolce        | 8′    |
| 25.           | Concertflöte | 8′    |
| 26.           | Bordun       | 8′    |
| 27.           | Quintatön    | 8′    |
| 28.           | Octave       | 4′    |
| 29.           | Rohrflöte    | 4′    |
| 30.           | Flöte        | 4′    |
| 31.           | Quinte       | 2 ⁄3′ |
| 32.           | Octave       | 2′    |
| 33.           | Mixtur V     | 2 ⁄3′ |
| 34.           | Trompete     | 8′    |
| 35.           | Clarinette   | 8′    |
|               | Tremulant    |       |

| III Schwellwerk C– |                 |     |
| 36.                | Liebl. Gedackt  | 16′ |
| 37.                | Geigenprincipal | 8′  |
| 38.                | Salicional      | 8′  |
| 39.                | Fernflöte       | 8′  |
| 40.                | Liebl. Gedackt  | 8′  |
| 41.                | Aeoline         | 8′  |
| 42.                | Voix céleste    | 8′  |
| 43.                | Gemshorn        | 4′  |
| 44.                | Traversflöte    | 4′  |
| 45.                | Gedackt         | 4′  |
| 46.                | Flautino        | 2′  |
| 47.                | Cornett III–V   |     |
| 48.                | Oboe            | 8′  |
| 49.                | Vox humana      | 8′  |

| Pedalwerk C– |                 |                |
| 50.          | Principal       | 32′            |
| 51.          | Offenbaß        | 16′            |
| 52.          | Subbaß          | 16′            |
| 53.          | Violon 16′      |                |
| 54.          | Harmonica       | 16′            |
| 55.          | Sesquialtera II | 10 2⁄3′+6 2⁄5′ |
| 56.          | Principal       | 8′             |
| 57.          | Cello           | 8′             |
| 58.          | Baßflöte        | 8′             |
| 59.          | Octave          | 4′             |
| 60.          | Bombarde        | 16′            |
| 61.          | Fagott          | 16′            |
| 62.          | Trompete        | 8′             |

Nach dem Wiederaufbau von St. Aposteln baute die Orgelbaufirma Romanus Seifert (Kevelaer) eine neue Orgel mit 63 Registern auf vier Manualen und Pedal. Ende der 1980er Jahre entschied sich die Gemeinde gegen eine Restaurierung dieses Instruments. Sie beauftragte die Orgelbaufirma Fischer & Krämer (Endingen) mit dem Bau einer neuen Hauptorgel sowie einer Chororgel. 1995 wurde die Seifert-Orgel durch den Orgelbauer Siegfried Schulte (Kürten-Bechen) abgebaut, restauriert und in der Pfarrkirche St. Paul aufgestellt.

### Chororgel

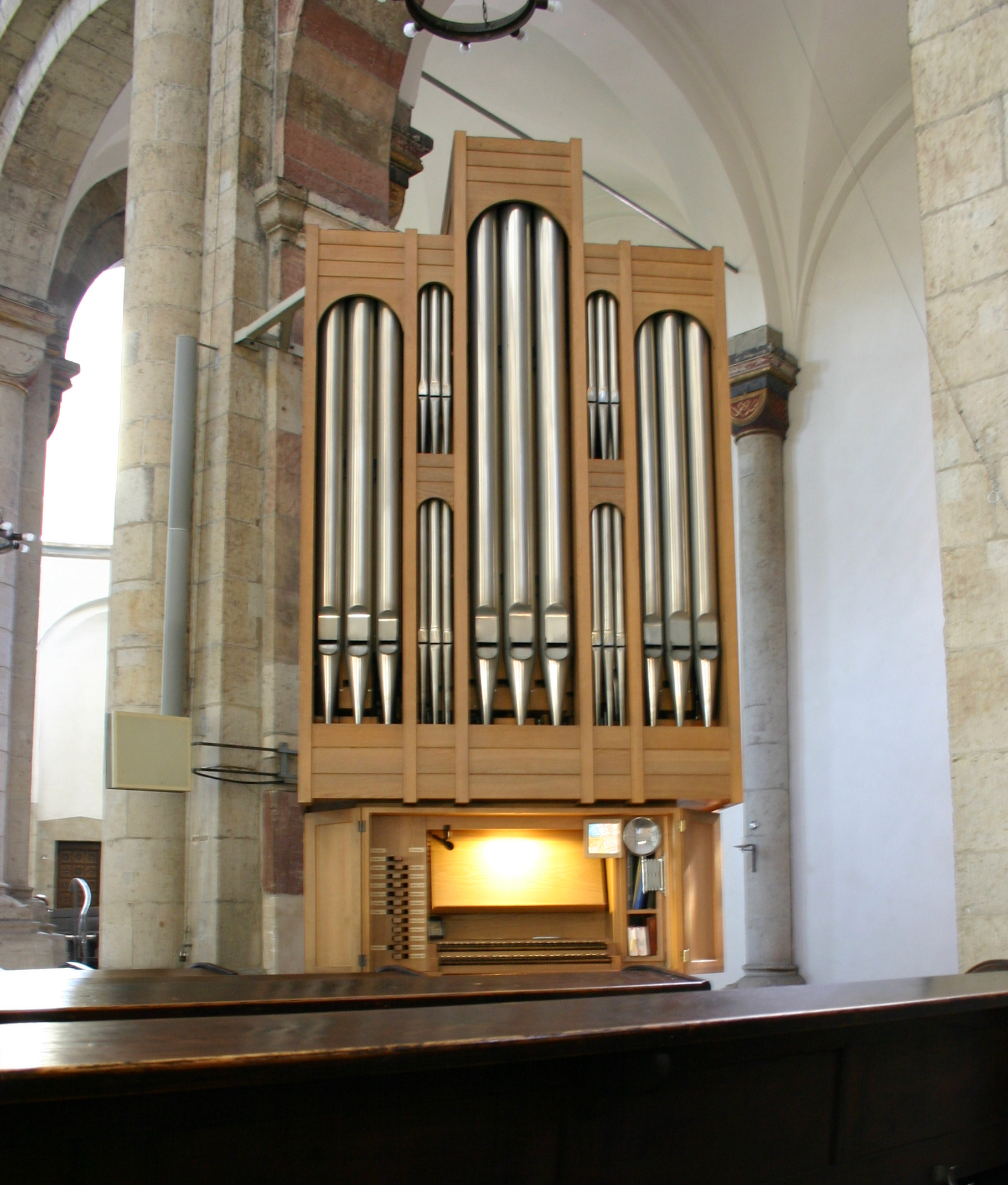
Chororgel

Die Chororgel wurde 1989 fertiggestellt. Sie dient dazu, den gregorianischen Choral bei Hochamt und Stundengebet zu begleiten, zur Begleitung von Chor und Solisten, als Soloinstrument bei Konzerten und auch zur Begleitung der singenden Gemeinde. Mit Blick auf diese vielfältigen Einsatzzwecke ist die Orgel horizontal drehbar gelagert. Das Schleifladen-Instrument hat 12 klingende Register auf zwei Manualen und Pedal. 7 Register des Hauptwerkes stehen auf Wechselschleifen, wodurch sie als Register des Brustwerkes spielbar gemacht werden können. Die Spiel- und Registertrakturen sind mechanisch.
| I Hauptwerk C–g3 |                 |        |
| 1.               | Principal       | 8′     |
| 2.               | Gedeckt         | 8′     |
| 3.               | Octave          | 4′     |
| 4.               | Blockflöte      | 4′     |
| 5.               | Nasard          | 2 ⁄3′  |
| 6.               | Schwegel        | 2′     |
| 7.               | Tierce          | 1 3⁄5′ |
| 8.               | Quinte          | 1 ⁄3′  |
| 9.               | Mixtur III–IV 0 | 2′     |
| 10.              | Hautbois        | 8′     |

| II Brustwerk C–g3 |            |           |        |
| 11.               | Gemshorn   |           | 8′     |
| 12.               | Octave     | (Nr. 3)   | 4′     |
| 13.               | Blockflöte | (Nr. 4) 0 | 4′     |
| 14.               | Nasard     | (Nr. 5)   | 2 ⁄3′  |
| 15.               | Schwegel   | (Nr. 6)   | 2′     |
| 16.               | Tierce     | (Nr. 7)   | 1 3⁄5′ |
| 17.               | Quinte     | (Nr. 8)   | 1 ⁄3′  |
| 18.               | Hautbois   | (Nr. 10)  | 8′     |

| Pedal C–f1 |           |     |
| 19.        | Subbass 0 | 16′ |

- Koppeln: II/I, I/P, II/P

### Hauptorgel

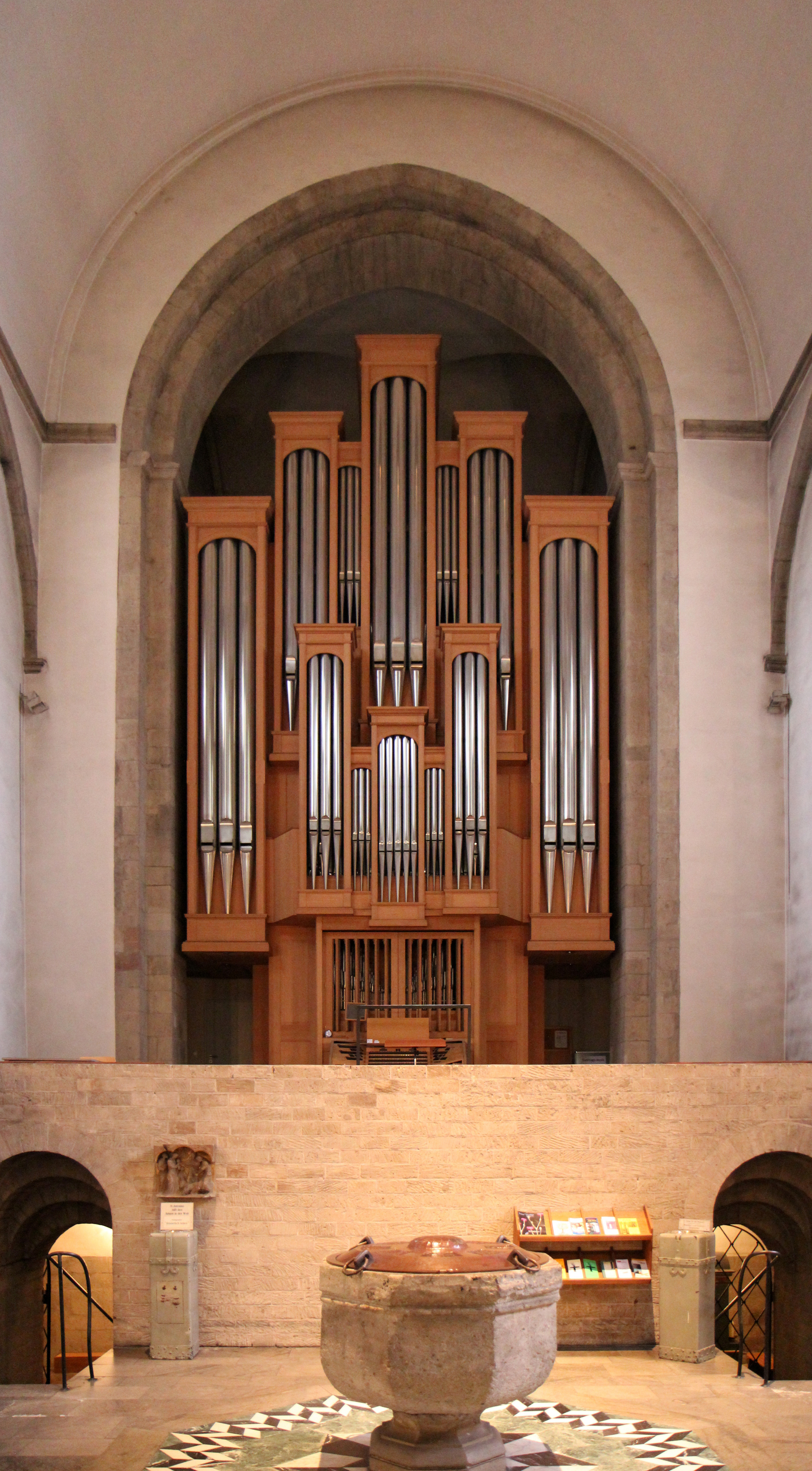
Hauptorgel der Basilika St. Aposteln Köln

Die Hauptorgel der Basilika St. Aposteln stammt aus dem Jahr 1996 und wurde 2006 durch den Einbau der noch fehlenden drei Chamadenregister vollendet. Sie ist nach der Domorgel und der Orgelanlage in St. Peter die drittgrößte Orgel Kölns und gehört zu den größten Orgeln der Region. Das im Westwerk der Basilika stehende Instrument hat 80 Register, die sich auf vier Manuale (C-a3) und Pedal (C-f1) verteilen. Die Spieltraktur ist mechanisch, die Registertraktur und alle Normalkoppeln sind elektrisch. Zusätzlich kann die Koppel II/I wahlweise mechanisch oder elektrisch bedient werden. Schwelltritte gibt es für das Brustwerk und das Schwellwerk (hier auch für die Rückwand). Nachdem die bisherige Setzeranlage durch einen Blitzeinschlag im Juni 2016 zerstört worden war, erhielt die Orgel Anfang 2017 eine neue Setzeranlage (Sinua), die neben den herkömmlichen Setzerfunktionen die Möglichkeit von frei programmierbaren Koppeln und Crescendi, Tasten- und Registerfessel sowie eine unbegrenzte Anzahl von Speicherplätzen bietet. Durch einen MIDI-Recorder können Orgelwerke eingespielt und auf Knopfdruck von jeder Position in der Basilika aus mittels einer Fernbedienung wiedergegeben werden. Mittels eines je eigenen RFID-Chips können sich verschiedene Organisten im System anmelden und bekommen den ihnen zugeteilten Bereich des Setzers freigeschaltet. Das bisher dem IV. Manual zugeordnete Chamadwerk lässt sich nun wahlweise jedem Manual und dem Pedal zuordnen. Zusätzlich zu den vorhandenen Normalkoppeln wurde die Orgel mit Subkoppeln ausgestattet.
| I Hauptwerk C–a3 |               |         |
| 1.               | Principal     | 16′     |
| 2.               | Bourdon       | 16′     |
| 3.               | Principal     | 08′     |
| 4.               | Flöte         | 08′     |
| 5.               | Gedeckt       | 08′     |
| 6.               | Gambe         | 08′     |
| 7.               | Quinte        | 05 1⁄3′ |
| 8.               | Octave        | 04′     |
| 9.               | Rohrgedeckt   | 04′     |
| 10.              | Tierce        | 03 1⁄5′ |
| 11.              | Quinte        | 02 ⁄3′  |
| 12.              | Octave        | 02′     |
| 13.              | Nachthorn     | 02′     |
| 14.              | Großmixtur V  | 02′     |
| 15.              | Mixtur III–IV | 01′     |
| 16.              | Cornet V      | 08′     |
| 17.              | Trompete      | 16′     |
| 18.              | Trompete      | 08′     |
| 19.              | Trompete      | 04′     |
|                  | Tremulant     |         |

| II Positiv C–a3 |                |        |
| 20.             | Praestant      | 08′    |
| 21.             | Rohrflöte      | 08′    |
| 22.             | Gemshorn       | 08′    |
| 23.             | Quintade       | 08′    |
| 24.             | Octave         | 04′    |
| 25.             | Spielflöte     | 04′    |
| 26.             | Schwegel       | 02′    |
| 27.             | Quinte         | 01 ⁄3′ |
| 28.             | Mixtur IV      | 01⁄3′  |
| 29.             | Sesquialter II | 02 ⁄3′ |
| 30.             | Fagott         | 16′    |
| 31.             | Trompete       | 08′    |
| 32.             | Krummhorn      | 08′    |
|                 | Tremulant      |        |

| III Schwellwerk C–a3 |                          |         |
| 33.                  | Bourdon                  | 16′     |
| 34.                  | Violon                   | 16′     |
| 35.                  | Geigenprincipal          | 08′     |
| 36.                  | Viola da Gamba           | 08′     |
| 37.                  | Voix Céleste             | 08′     |
| 38.                  | Bourdon                  | 08′     |
| 39.                  | Flûte Harmonique         | 08′     |
| 40.                  | Octave                   | 04′     |
| 41.                  | Flûte Traversière        | 04′     |
| 42.                  | Viola                    | 04′     |
| 43.                  | Nazard                   | 02 ⁄3′  |
| 44.                  | Flageolet                | 02′     |
| 45.                  | Tierce                   | 01 3⁄5′ |
| 46.                  | Septième                 | 01 ⁄7′  |
| 47.                  | Sifflet                  | 01′     |
| 48.                  | Fourniture Progr. IV–VII | 02 ⁄3′  |
| 49.                  | Basson                   | 16′     |
| 50.                  | Trompette Harmonique     | 08′     |
| 51.                  | Clarinette               | 08′     |
| 52.                  | Hautbois                 | 08′     |
| 53.                  | Clairon Harmonique       | 04′     |
|                      | Tremulant                |         |

| IV Brustwerk C–a3 |                |         |
| 54.               | Holzgedeckt    | 08′     |
| 55.               | Salizional     | 08′     |
| 56.               | Principal      | 04′     |
| 57.               | Spitzgedeckt   | 04′     |
| 58.               | Octave         | 02′     |
| 59.               | Terz           | 01 3⁄5′ |
| 60.               | Larigot        | 01 ⁄3′  |
| 61.               | Scharff II–III | 02⁄3′   |
| 62.               | Voix Humaine   | 08′     |
|                   | Tremulant      |         |

| Chamadwerk C–a3 |         |     |
| 63.             | Chamade | 16′ |
| 64.             | Chamade | 08′ |
| 65.             | Chamade | 04′ |

| Pedalwerk C–f1 |           |     |
| 66.            | Untersatz | 32′ |
| 67.            | Principal | 16′ |
| 68.            | Subbass   | 16′ |
| 69.            | Bourdon   | 16′ |
| 70.            | Violon    | 16′ |

| (Fortsetzung) |            |     |
| 71.           | Octave     | 08′ |
| 72.           | Spitzflöte | 08′ |
| 73.           | Cello      | 08′ |
| 74.           | Choralbass | 04′ |
| 75.           | Flöte      | 04′ |

| (Fortsetzung) |               |        |
| 76.           | Hintersatz IV | 02 ⁄3′ |
| 77.           | Bombarde      | 32′    |
| 78.           | Posaune       | 16′    |
| 79.           | Basson        | 16′    |
| 80.           | Trompete      | 08′    |

- Koppeln:
  - Normalkoppeln: II/I, III/I, IV/I, III/II, IV/II, IV/III, I/P, II/P, III/P, IV/P
  - Suboktavkoppeln: II/I, III/I, IV/I, III/II, IV/II, IV/III,
- Spielhilfen: programmierbare Registercrescendi und Koppeln, wahlweise Koppel II/I mechanisch oder elektrisch, Tasten- und Registerfessel, Setzeranlage (Sinua), MIDI.

### Truhenorgel
Seit 2015 besitzt die Basilika St. Aposteln eine von Orgelbauer Josef Classen gebaute Truhenorgel, welche in der Krypta den Gemeindegesang begleitet und für kammermusikalische Aufführungen genutzt werden kann. Zudem kann sie auch als Continuoinstrument in der Basilika genutzt werden.
Die Orgel besitzt auf einem Manual (und angehängtem Pedal) vier Register: Bordun 8′, Principal 4′, Flöte 4′, Octave 2′
- Spielhilfen: angehängtes Pedal

## Glocken

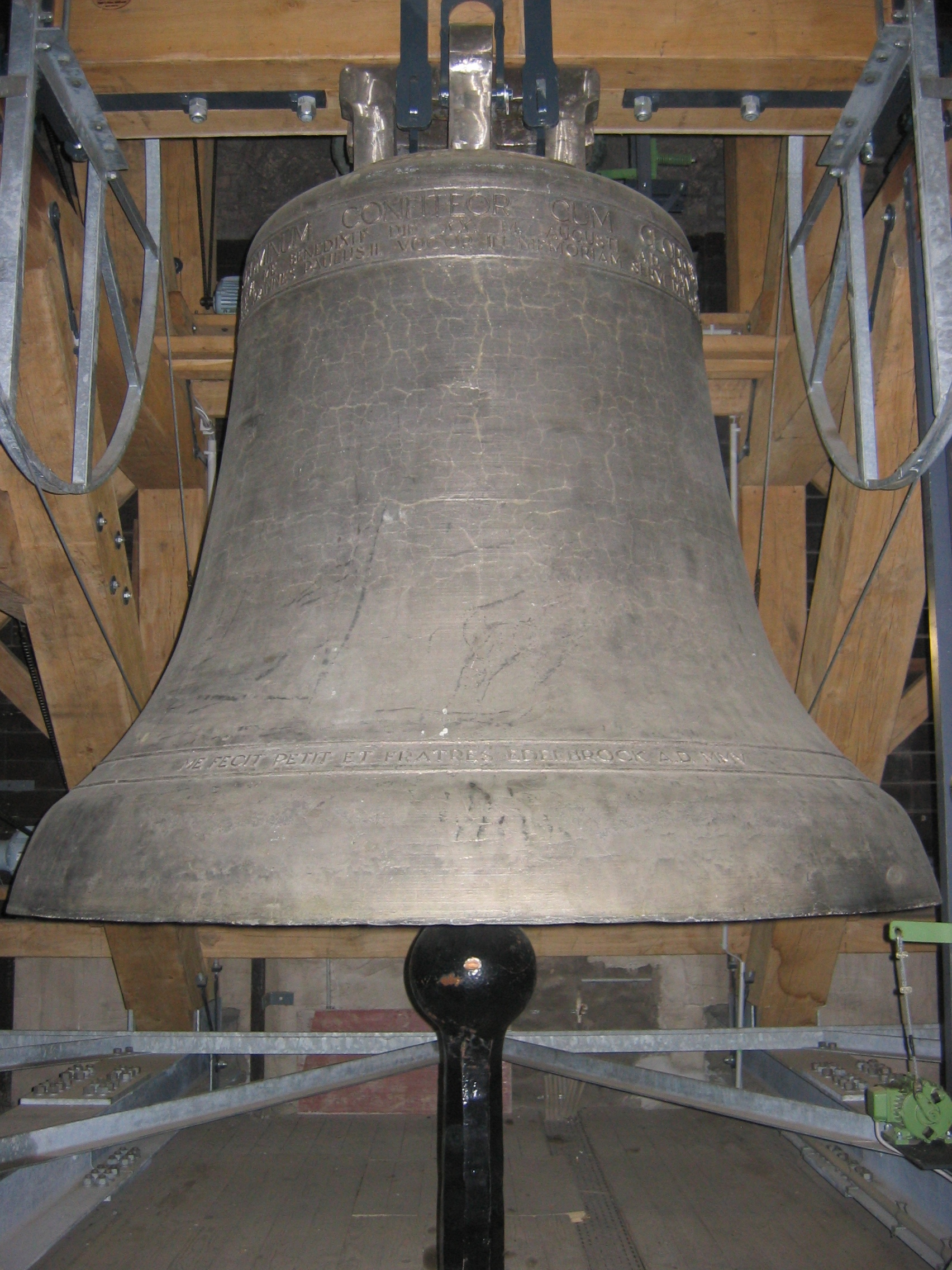
Große Glocke Johannes Paul II. von 2005

Der Glockenbestand umfasst heute sieben Glocken.
Zu Beginn des 16. Jahrhunderts verfügte die Kirche über zwei separate Geläute. Es handelte sich dabei um insgesamt vier Glocken, die im Jahre 1507 von dem Glockengießermeister Johann von Andernach gegossen wurden. Die drei großen Glocken mit den Namen Salvator, Ave Maria und Felix bildeten das Stiftsgeläut und waren im Westturm aufgehängt. Die kleine Adauctusglocke diente als separate Pfarrglocke und hing im damaligen Dachreiter über der Vierung. Zu den Gottesdiensten der Stiftsherren und der Pfarrei wurde jeweils mit den ihnen eigenen Glocken getrennt geläutet.
Mit der Säkularisation und Aufhebung des Stifts im Jahre 1802 gingen alle Glocken in den Besitz der Pfarrgemeinde über. Die kleine Pfarrglocke übergab man an die Pfarrei St. Amandus zu Rheinkassel, wo sie seitdem in Gebrauch ist. Nach dem Geschmack der damaligen Zeit harmonierte sie nicht mit den Stiftsglocken.
Im Jahre 1927 wurde das Geläut um zwei Glocken mit den Namen Görres und Franziskus ergänzt, die von der Glockengießerei Petit & Gebr. Edelbrock aus Gescher gegossen wurden. Im Jahre 1938 wurde die Marienglocke aus dem Material der alten Glocke neugegossen. Sämtliche Glocken, einschließlich der drei jüngeren Klangkörper, entgingen im Zweiten Weltkrieg den Glockenenteignungen.
1983 wurde für den südlichen Chorflankenturm in Gescher eine kleine Glocke, die Josephsglocke, gegossen. Sie dient der Pfarrei als Sterbeglocke. Anlässlich des 20. Weltjugendtages im August 2005 goss die Glockengießerei Petit & Gebr. Edelbrock die bisher größte Glocke für St. Aposteln. Die im Volksmund Weltjugendtagsglocke genannte Glocke wurde von Papst Benedikt XVI. feierlich eingeweiht und trägt den Namen Johannes Paul II. Neben der Petersglocke und der Pretiosa des Domes sowie der Engelglocke von St. Kunibert zählt sie zu den größten Glocken der Stadt. Das sechsstimmige Hauptgeläut im Westturm erhielt einen neuen Holzglockenstuhl, Holzjoche und eine elektrische Beieranlage.
| Nr. | Name              |                | Gussjahr | Gießer, Gussort                  | Ø (mm, ca.) | Masse (kg, ca.) | Schlagton (HT-1/16) | Inschrift (aus dem lat.) |
| --- | ----------------- | -------------- | -------- | -------------------------------- | ----------- | --------------- | ------------------- | --- |
| 1   | Johannes Paul II. | Papstglocke    | 2005     | Petit & Gebr. Edelbrock, Gescher | 2.180       | 6.700           | g0 −7               | Dich Gott lobe ich, Dich Herr bekenne ich, im glorreichen Chor der Apostel. Papst Benedikt XVI. hat mich geweiht am 20. August 2005 anlässlich der 20. Weltjugendtage zu Köln. Johannes Paul II heiße ich in Erinnerung an den Diener Gottes der heimgegangen ist am 2. April desselben Jahres.                         |
| 2   | Görres            |                | 1927     | Petit & Gebr. Edelbrock, Gescher | 1.800       | 3.800           | b0 −2               | Nur eine Weisheit kennt die Geschichte seit allen Zeiten: Gott ist das Fundament. In ihm ist Einheit, um ihn die bunte Mannigfaltigkeit. Lasst uns loben die ruhmvollen Männer, die Ahnen unseres Geschlechts. Dem Andenken an Joseph von Görres der Pfarrkirche von St. Aposteln gestiftet vom Kölner Görreshaus 1927. |
| 3   | Salvator          | Salvatorglocke | 1509     | Johann von Andernach             | 1.590       | 2.700           | des1 +7             | Salvator dicor celebres fastos et claro divas resono aere per aera laudes atque necem Christi recolentes convoco clerum. (Erlöser heiße ich – ich künde die festlichen Tage – mit klarem ehernen Ton singe ich das Gotteslob durch die Lüfte und rufe den Klerus zusammen, Christi Tod zu feiern.)                      |
| 4   | Ave Maria         | Marienglocke   | 1938     | Petit & Gebr. Edelbrock, Gescher | 1.300       | 1.300           | es1 −4              | Ave Maria dicor divine nuntia laudis tempestas fulmen me resonante fugit. (Ave Maria heiße ich – Ansagerin der Zeiten des Gotteslobes bin ich – wenn ich läute, flieht der Blitz.) |
| 5   | Felix             | Felixglocke    | 1507     | Johann von Andernach             | 1.120       | 0.860           | f1 −1               | Felix apellor dulci fugo daemonia cantu atque choro vigiles modulando conjugo mentes. (Felix heiße ich – mit lieblichem Lied vertreibe ich die bösen Geister – durch meinen Gesang führe ich die zur Wache bereiten Herzen dem Chore zu.)                                                                               |
| 6   | Franziskus        |                | 1927     | Petit & Gebr. Edelbrock, Gescher | 1.080       | 0.750           | ges1 +4             | Die Liebe ist die Erfüllung des Gesetzes. Stifter: Nikolaus Grün. |
| 7   | Joseph            |                | 1983     | Petit & Gebr. Edelbrock, Gescher | 0.450       | 0.055           | b2 −1               | Ioseph VoCor – MorientibVs auXilium fero – DefVnctos CompLoro – resVrreCtIonem proClamo (Ich heiße Joseph – ich helfe den Sterbenden – ich beklage die Toten – ich künde die Auferstehung.) |

Die differenzierte Läuteordnung versucht die musikalischen Gegebenheiten des Geläuts auf die verschiedenen Anlässe inner- und außerhalb des Kirchenjahres zu verteilen. Zusammen mit den Glocken von St. Peter und denen der Antoniterkirche („Kirche(n) am Neumarkt“) erklingt jeden Samstag und am Tag vor Hochfesten um 16:45 Uhr das Einläuten des Sonntags oder Hochfestes. Über die Glocken ges1 und es1 ertönt der Viertel-, über b0 der Stundenschlag. Bei besonderen Anlässen können die Glocken elektrisch gebeiert werden.
| Anlass Läutebeginn: 15 min vorher           | 6 | 5 | 4 | 3 | 2 | 1 | Anlass Läutebeginn: 15 min vorher                  | 6 | 5 | 4 | 3 | 2 | 1 |
| ------------------------------------------- | - | - | - | - | - | - | -------------------------------------------------- | - | - | - | - | - | - |
| Adventszeit: Einläuten und Hochamt          | 6 | 5 |   | 3 |   |   | Jahreskreis: Einläuten und Hochamt                 |   | 5 | 4 | 3 | 2 |   |
| –, übrige Sonntagsmessen                    |   | 5 |   | 3 |   |   | –, übrige Sonntagsmessen                           |   | 5 | 4 | 3 |   |   |
| –, Werktagsmessen                           |   | 5 |   |   |   |   | –, Werktagsmessen                                  | 6 |   | 4 |   |   |   |
| Weihnachtszeit: Einläuten und Hochamt       | 6 | 5 | 4 | 3 | 2 |   | Hochfest: Einläuten und Hochamt                    | 6 | 5 | 4 | 3 | 2 | 1 |
| –, übrige Sonntagsmessen                    |   | 5 | 4 | 3 | 2 |   | –, Vorläuten 30 min vor dem Hochamt                |   |   |   |   |   | 1 |
| –, Werktagsmessen                           | 6 | 5 | 4 |   |   |   | Taufen, Schulmessen, Angelus (07:15, 12:00, 18:30) | 6 |   |   |   |   |   |
| Fastenzeit: Einläuten und Hochamt           |   | 5 |   | 3 | 2 |   | Trauungen                                          | 6 |   | 4 | 3 |   |   |
| –, übrige Sonntagsmessen und Aschermittwoch |   | 5 |   | 3 |   |   | Exequien                                           |   |   |   | 3 |   |   |
| –, Werktagsmessen                           | 6 | 5 |   |   |   |   | Maiandachten/Rosenkranzandachten (Oktober)         |   |   | 4 |   |   |   |
| Osterzeit: Einläuten und Hochamt            | 6 | 5 | 4 | 3 | 2 |   | Kreuzläuten zur Sterbestunde (freitags, 15 Uhr)    |   |   |   |   | 2 |   |
| –, übrige Sonntagsmessen                    |   | 5 | 4 | 3 | 2 |   | Allerheiligen                                      |   |   |   | 3 | 2 | 1 |
| –, Werktagsmessen                           | 6 | 5 | 4 |   |   |   | Allerseelen                                        |   |   |   |   | 2 | 1 |